# کرمان
کِرمان کلان‌شهری در جنوب شرقی ایران و مرکز استان کرمان و مرکز شهرستان کرمان است. جمعیت این شهر طبق سرشماری بر اساس آمار سال ۹۵ معادل ۵۳۷٬۷۱۸ نفر بوده‌است. وسعت شهر کرمان نزدیک به ۲۴۰ کیلومتر مربع است حاشیه‌نشینی مهم‌ترین مشکل شهر کرمان است.کرمان یکی از قطب‌های پزشکی ایران است. این شهر یکی از شهرهایی است که میزبان عمل‌های سخت پیوند اعضا در کشور می‌باشد
شهر کرمان با داشتن دانشگاه تیپ یک علوم پزشکی کرمان و دانشگاه شهید باهنر یک قطب علمی در کشور به‌شمار می‌رود.کرمان همچنین با ارتفاع ۱۷۶۴ متر از سطح دریا، چهارمین مرکز استان مرتفع ایران به‌شمار می‌رود و همین موضوع سبب اعتدال و خنکی تابستانه هوای این شهر در مقایسه با شهرهای دیگر با اقلیم نیمه کویری ایران شده‌است.
فهرست مراکز استان‌های ایران بر پایه ارتفاع از سطح دریا کرمان همچنین با داشتن بناهای تاریخی متعدد و پشتوانه تاریخی و تمدنی قوی، یکی از پنج شهرتاریخی ایران به‌شمار می‌رود.

## ریشه نام کرمان
کرمان در گذشته نام‌های دیگری چون بوتیا، کجاران (بم)، کریمان، کرمانیا، کارمانا و گواشیر داشته‌است. نام کرمان را در کتیبه‌های داریوش می‌توان دید. در آنجا کرمان نام ناحیه‌ای است که از آن چوب یاک برای کاخ‌های هخامنشی حمل می‌شود. نوشته‌های یونانی هم آن را کرمان خوانده و مردم کرمان را تیره‌ای از پارسیان گفته‌اند. از ریشه کر (کر به اوستا و کری به سانسکریت) چندین واژهٔ سانسکریت در دست است و بر این مبنا چند فرض در رابطه با معنای واژهٔ کرمان در دست است:
- در کتاب شاهنامه فردوسی در بخش پادشاهی اشکانیان از کرمان با نام کجاران (بم) یاد شده‌است و دلیل تغییر نام آن به کرمان اینگونه در بیتی آورده شده‌است:

«چو یک چند بگذشت بر هفتواد بر آواز آن کرم کرمان نهاد»
- کرمن به معنی کار و کوشش و وظیفه و نیز کارکن و کوشا، کرمینه به معنی ماهر و استاد، کرمان بندا به معنی کاربنده یا وظیفه‌شناس و واژه‌های دیگر که از کرمان ساخته شده‌اند، همه معنی کار و کوشش را می‌رسانند و بنابراین کرمان به معنای سرزمین کوشش و کار است.
- ریشهٔ دیگر کر که به اوستایی «کر» به سانسکریت «کری» تلفظ می‌شود و به معنی بریدن و کشتن و جنگیدن است و واژه‌های کارد، پیکار و کارزار نیز از آن است که بر این مبنا کرمان به معنای سرزمین جنگ و پیکار است.
- فرض سوم این است که کرمان واژه‌ای اسطورهای است و از واژهٔ کریمان پدر نریمان گرفته شده‌است. چنان‌که در فرهنگ آنندراج می‌خوانیم: کریمان پدر نریمان آن شهر را به نام خود بنا نهاده. بر این مبنا باید فرض کرد که در اوستا و سانسکریت، کرمان به معنای کوشا، و نریمان به معنای مردانه باشد.[۱۴][۱۵][۱۶][۱۷]
- به باور فریدون جنیدی پژوهشگر زبان‌های باستانی و ایران‌شناس، واژهٔ کرمان از کِر به معنای کوه و مان (پسوند مکان) تشکیل شده و به معنای سرزمین کوهستانی است که با توجه به موقعیت کوهستانی شهر و استان کرمان بیش از دیگر فرضیه‌ها مقرون به واقعیت می‌نماید.[۱۸]

## تاریخ

### قدمت بناهای تاریخی

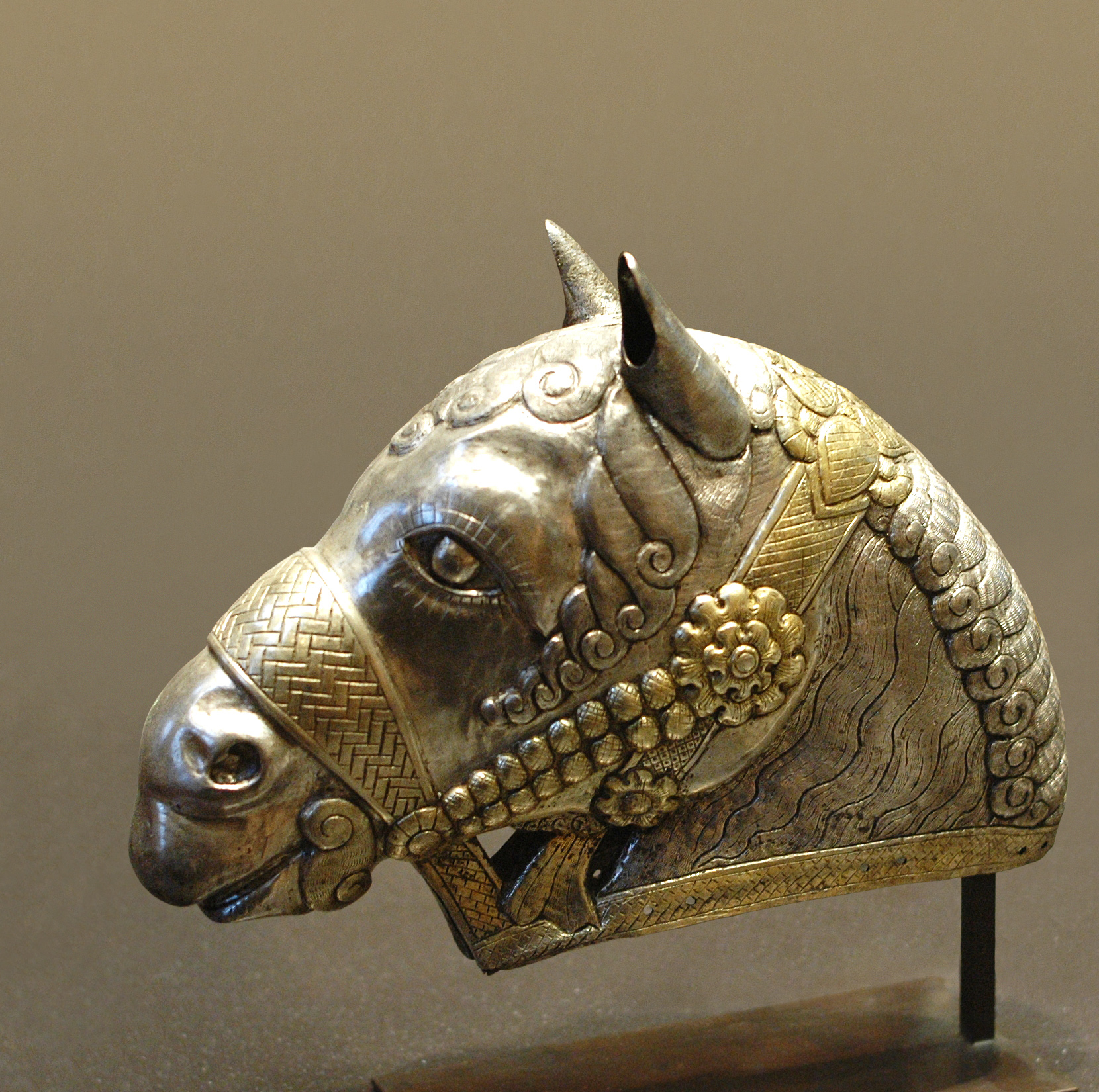
سر اسب مربوط به دورهٔ ساسانیان، پیداشده در کرمان. این اثر اکنون در مالکیت موزه لوور قرار دارد.

قلعه دختر و قلعه اردشیر از آثار دوران اشکانی در خاور شهر کنونی کرمان، که هنوز خرابه‌های آن‌ها برجاست، گواه بر این است که دست کم در زمان اردشیر بابکان در همین محل، شهری آباد و دژهایی مهم وجود داشته‌است. مؤلف جغرافیای کرمان معتقد است که حدود ۲۲۰ پس از میلاد، به هنگام فتح کرمان به دست اردشیر این محل گواشیر نام گرفته و مرکز ولایت کرمان بوده‌است بنا به گفته هرودت کرمانیا از قبایل دوازده‌گانه ایران محسوب می‌شده و ساتراپی چهاردهم (دارا) مشتمل بر ایالت کرمان بوده‌است.
در روایات اساطیری آمده‌است که کیخسرو کرمان و مکران را به رستم بخشید.
در کتاب شاهنامهٔ فردوسی در بخش پادشاهی اشکانیان آمده‌است که کرمان که تا آن زمان کجاران خوانده می‌شده، ایالتی خودمختار بوده که به فرمانروایی فردی به نام هفتواد اداره می‌شده‌است و به خاطر وجود کرمی افسانه‌ای نام شهر به کرمان تغییر می‌کند.
همچنین نشانی‌هایی از فرمانروایی بهمن بر این خطه می‌دهند آنگاه روایت تاریخی این سرزمین آغاز می‌شود و اینکه در زمان هخامنشیان کوروش آن را تبعید گاه نبونید (پادشاه مغلوب شدهٔ بابِل) قرار داد. در زمان اشکانیان، اردشیر اول به کرمان حمله می‌کند و بلاش، حاکم آن زمان کرمان را اسیر می‌کند، شهر را می‌گیرد و فرزند خود را که او هم اردشیر نام داشت، به حکومت کرمان می‌گمارد.
بنا به نوشته‌های مورخ کلدانی و کاهن معبد مردوک در سال‌های ۵۳۹–۵۳۸ -که کتب او از منابع مهم تاریخ زمان کورش است – کرمان از ولایات تابعه کوروش بوده و محلی مطمئن برای او به‌شمار می‌رفته‌است.
در عصر داریوش کبیر نام کرمان جزء ولایات تابعه هخامنشی آمده‌است و در کتیبه بنای شوش کلمه‌ای مشاهده می‌شود که نام چوب درختی بوده‌است که برای استحکام بنای ساختمان‌ها (شاید همان کاخ) به کار می‌رفته و محل تهیه این چوب کرمان ذکر شده‌است. در این مورد داریوش می‌گوید «چوب بیش مکن از گنداره(قندهار) و کرمان حمل شود.»

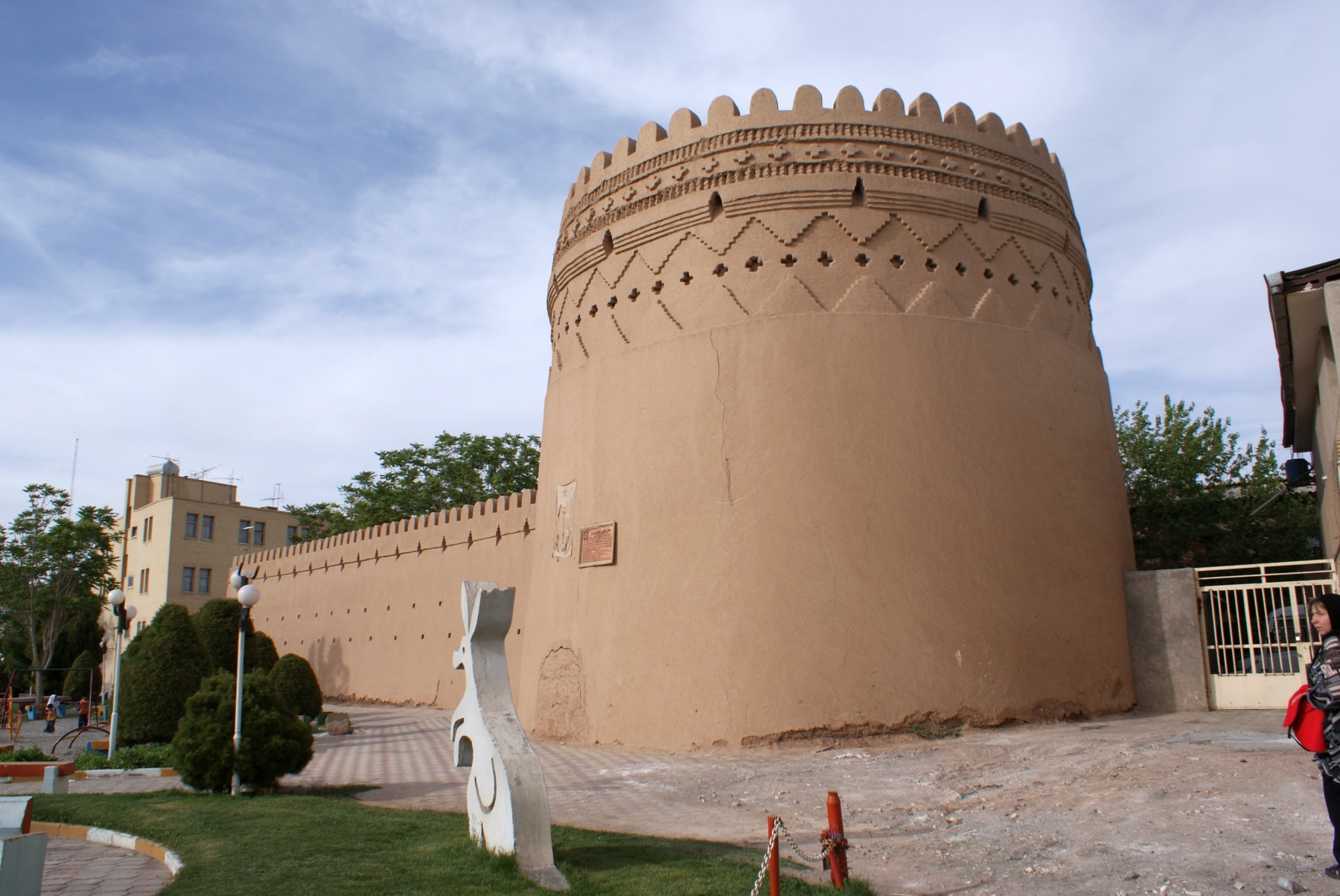
حصار تاریخی شهر کرمان

در متن کتیبه‌ای که از شاپور اول ساسانی – در اطراف کعبه زرتشت در نقش رستم فارس – به‌دست آمده‌است، شاپور دربارهٔ قلمرو خود چنین می‌نویسد: منم خداوندگار مزداپرست شاپور شاهنشاه ایرانیان وغیر ایرانیان. امارات و ولایات امپراتوری ایران این‌ها هستند: پارس، پارت، خوزستان، میشان، آشور، آذیان، عربستان، آذرآبادگان (آذربایجان)، ارمینیا (ارمنستان)، سسیگان، کرمان و سیستان. هرودت و استرابون مورخان یونانی که قبل از میلاد مسیح می‌زیسته‌اند در تشریح سفر بازگشت اسکندر مقدونی پس از فتح هند نوشته‌اند «اسکندر مقدونی سرزمین کرمان را برای تصرف هندوستان پیموده، هنگام مراجعت با لشکریان خود که حدود یکصد و بیست هزار نفر پیاده و پانزده هزار نفر سواره بودند به شهر کرمان وارد شد و فرمان داد که مدت یک هفته لشکریان وی در این شهر استراحت کنند و به جشن و سرور بپردازند و از این مطلب معلوم می‌شود که شهر کرمان در عصر تا چه حد وسیع آباد و پر نعمت بوده که توانسته این همه لشکر را به خود راه دهد و آذوقه آن‌ها را فراهم سازد» (بر گرفته از کتاب از قلعه دختر تا دقیانوس تألیف محمد دانشور انتشارات مرکز کرمان‌شناسی)

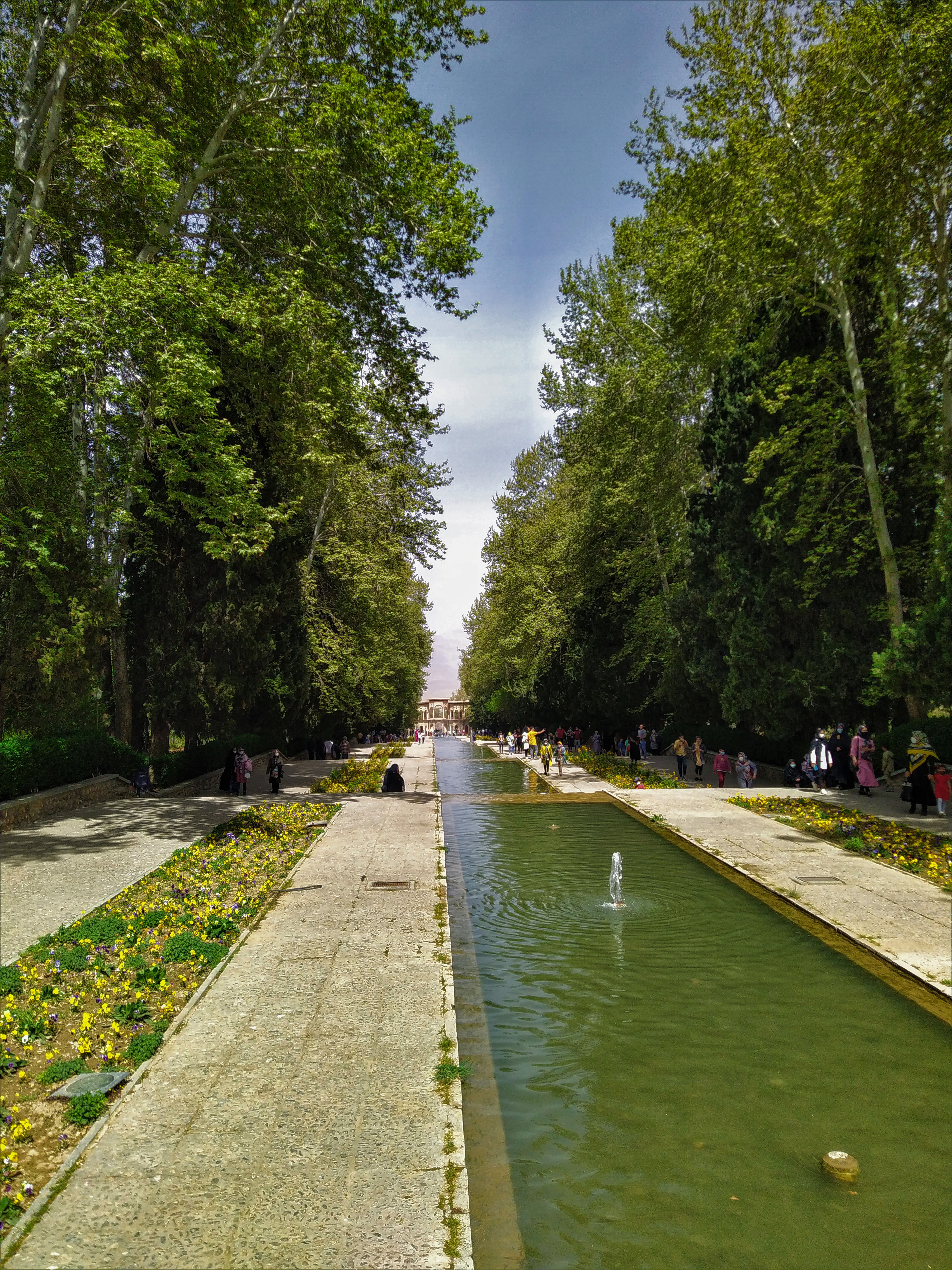
باغ تاریخی و جهانی شاهزاده ماهان کرمان

در کتب تاریخی از عهد قدیم، چند جا به نام کرمانیان به صورت بخشی از ایران برمی‌خوریم. هرودت می‌گوید: پارسی‌ها به شش طایفه شهری و ده‌نشین و چهار طایفه چادرنشین تقسیم شده‌اند شش طائفه اولی عبارتند از: مرفیان، ماسپیان، پانتالیان، دروسیان، گرمانیان در خصوص گرمانیان تصور می‌رود همان کرمانیان باشند. در کتیبه‌های هخامنشی ظاهراً مقصود از کلمه «کارمانیا» همان کرمان است. بروس مورخ کلدانی و کاهن مردوک در ذکر فتح بابل توسط کوروش و مسلط شدن کوروش بر نبونید پادشاه بابل می‌نویسد: «... کوروش با او به رأفت رفتار کرده به کرمان تبعیدش کرد تا در آنجا سکنی گزیند، نبونید در آنجا تا آخر عمر بزیست و در همان‌جا در گذشت» (برگرفته از حاشیه استاد باستانی پاریزی بر کتاب تاریخ کرمان بقلم احمد علی خان وزیری)
احمد علی خان وزیری (مؤلف کتاب جغرافیای کرمان) معتقد است که حدود ۴۳۰ سال قبل از اسلام – به هنگام فتح کرمان بدست اردشیر – این محل گواشیر نام داشته که مرکز ولایت کرمان بوده‌است. بخشی از خانه‌های مسکونی مردم فقیر در پای دامنه‌های این دو تپه و قلعه شکل یافته بوده و بعداً با گسترش تدریجی شهر کرمان در جهت غرب توسعه یافته و با توجه به توسعه و رونق اقتصادی در دوره‌های بعد از اسلام این شهر به تدریج نضج گرفته و رفته رفته بزرگتر شده تاجایی که وسعت آن به حدود دویست هکتار رسیده هم رسیده، با گذشت زمان و  به‌دلیل ناامنی منطقه و حمله غارتگران و دزدان علاوه بر حصارهای رفیعی که دور قلعه دختر و قلعه اردشیر کشیده شده بود گرداگرد شهر نیز حصاری بلند کشیدند.
باستانی پاریزی مورخ معاصر در کتاب وادی هفتواد به نقل از تاریخ ایران در زمان ساسانیان و همچنین در حاشیه کتاب تاریخ کرمان تألیف احمد علی خان وزیری آورده‌است «گشتاسب پسر لهراسب در سال ۵۷۷۲ از هبوط آدم به طالع میزان آن را بنا نهاد و در آن بنای آبادانی نهاد و آتشکده ساخت و بعد از آن اسکندر رومی، بر ایران مستولی شد و ممالک ایران را به ارباب رعیتی بخش کرد، کرمان در تصرف اشکانیان بود در اواخر عهد ارباب رعیتی در این خطه دلگشا، هفتواد نامی کرمانی، امیر بود قلعه‌ای در بالای کوهی بساخت. اردشیر بابکان که سر سلسله و پادشاه اول ساسانیان بود، ارباب رعیتی را در ایران برانداخت و به کرمان آمد. ملک هفتواد بستد به طالع میزان بنای این شهر عظیم گذاشت که اکنون آثار حصار و خندق آن خارج شهر باقی است و آن را موسوم به گواشیر کرد.
ابن اثیر در جلد اول الکامل به نقل از طبری می‌گوید: «چون اردشیر به کرمان رفت در آنجا حاکمی بود که بلاش نام داشت و جنگ شدیدی درگرفت و اردشیر در آن جنگ شخصاً شرکت داشت و بلاش را اسیر کرد و شهر را گرفت و فرزند خود را که نیز اردشیر نام داشت در آنجا گذاشت و… و قلعه‌ای که به نام اردشیر معروف است شاید در زمان همین اردشیر بابکان و پسرش اردشیر که حاکم کرمان بود ساخته شده باشد و پیش از آن از قلعه دختر قلعه کهنه از شهر دفاع و حفاظت می‌کرده‌اند. بنای شهر کرمان تا سده چهارم ه‍.ق در جنوب شرقی قلعه اردشیر وقلعه دختر و در پار این دو قلعه شکل می‌گیرد و از سده چهارم ه‍.ق به بعد رشد شهر به سمت غرب بوده‌است و از سده نهم به بعد رشد شهر و محلات آن از غربی‌ترین نقاط شهر شهر قدیم به سمت شمال و سپس به جانب جنوب شرق بوده‌است. در بخش سازمانی کرمان، و قبل از خراب کردن حصار، ۳۲ محله و جود داشته‌است که  درحال حاضر اکثراً به صورت قدیمی خود و بعضاً به صورت مخروبه و بعضاً مخروبه و گاهی با انجام تغییرات جزئی باقی مانده‌است.

##### اولین حاکم بومی کرمان
اولین حاکم بومی ایالت کرمان، بعد از هزار سال – پس از ظهور اسلام – تقی خان درانی بود. وی که از اهالی دران از روستاهای منطقهٔ کوهپایه کرمان بود و به شغل ذغال فروشی اشتغال داشت، بر اثر واقعه‌ای ناخواسته، مورد ظلم و ستم حاکم کرمان در دورهٔ زندیه – خدا مراد خان – قرار گرفت. وی با جمع کردن عده‌ای به دور خویش، شبانه به محل استقرار حاکم راه یافت و با کشتن او، توانست چندی ادارهٔ شهر را در دست گیرد. تقی خان، در چندین جدال با فرستادگان کریم خان زند، در نهایت اسیر گشت و به شیراز فرستاده شد و به دستور خان زند به دار آویخته شد.
سرانجام وکیل، نظرعلی‌خان زند را مأمور سرکوبی شورش تقی‌خان درانی کرد. این بار نظر علی‌خان توانست با کمک مردم شهر کرمان را تصرف کند. تقی‌خان درانی دستگیر و به شیراز به خدمت وکیل فرستاده شد. بنا به‌دستور کریم‌خان، مردی که سه سال تمام حکومت کرمان را در اختیار داشت به مرگ محکوم شد.

### پس از اسلام
تسخیر کرمان به دست محمود افغان در دوره اسلامی و مقارن با ۲۱ تا ۲۴ هجری قمری و سال‌های بعد از آن، کرمان همواره مورد هجوم اعراب قرار گرفت. در زمان حکومت خلفای عباسی کرمان به شورش‌های مکرر دست زد ولی هیچ‌یک به سامان نرسید تا سرانجام در سال ۲۵۳ هجری قمری به تصرف یعقوب لیث، مؤسس سلسه صفاریان درآمد. پس از آن این سرزمین در زیر سلطه حکومت‌های قدرتمند زمان مانند سامانیان، دیلمیان، آل بویه و سلاجقه قرار گرفت.
در عصر غزنویان فرمانروایان خونریز و هوسران آرامش را از مردم گرفتند. تنها در عهد سلجوقیان، حکومت ملک قاورد و فرزندانش بود که کرمان روی رفاه و آسایش دید و آثاری چون مسجد ملک پدید آمد. پس از حکومت ۱۵۰ ساله سلاجقه باز با حمله مغول بلای غز بر کرمان نازل شد. براق حاجب از سرداران قراختائیان، کرمان را به تصرف درآورد. از اعقاب وی ترکان خاتون بر کرمان فرمانروایی یافت که در آبادانی شهر کوشید و دخترش پادشاه خاتون نیز حاکمی فاضل و حامی دانشمندان بود. این سلسله از ۶۱۹ تا ۷۰۳ ه‍.ق در کرمان سلطنت کردند. در زمان حکومت قراختائیان بود که مارکو پولو سیاح معروف ونیزی از کرمان دیدن کرد. در سال ۷۱۴ هجری قمری امیر مبارزالدین محمد مؤسس سلسله آل مظفر، کرمان را تصرف کرد.
یاقوت گوید کرمان در دوره سلاجقه از بهترین و آبادترین بلاد محسوب می‌شد ولی در سده هفتم که وی جغرافیای خود را می‌نوشت شهرهای آن ایالت خراب بود و کشتزارها بی‌حاصل و اهالی سرگردان و بیچاره بودند و بالاخره در پایان سده هشتم جنگ‌های امیر تیمور ویرانی و خرابی کرمان را تکمیل کرد و آن ناحیه را سراسر به ورطه خرابی و بدبختی فرو برد.
تیموریان از سال ۷۹۶ تا ۸۳۴ بر کرمان فایق آمدند. سپس تنی چند از طایفه قراقویونلو در کرمان به قدرت رسیدند.

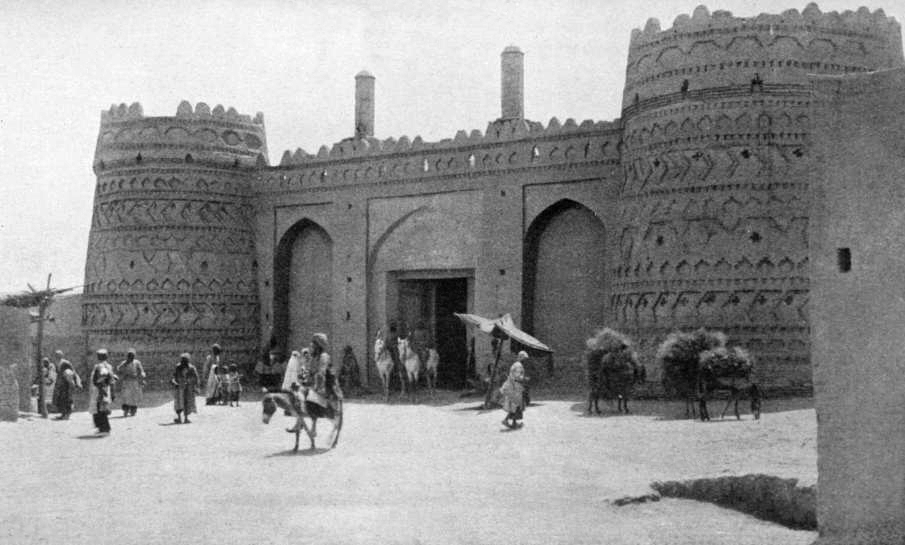
دروازه مسجد که آقامحمدخان قاجار از طریق آن وارد کرمان شد.

سلاطین صفوی از ۹۱۵ ه‍.ق کرمان را به متصرفات خود افزودند در ۱۰۰۵ ه‍.ق گنجعلیخان از سوی شاه عباس صفوی به حکومت کرمان رسید که بر اثر تدبیر و تداوم حکومت او، شهر چندی روی آسایش و آرامش دید و زمانه برای ترقی و آبادانی مناسب شد. در روزگار افول قدرت صفویان، افاغنه کرمان را به جزای شهامت و مقاومت در برابر آنان به خاک و خون کشیدند و نادرشاه افشار هم هنگامی به کرمان رسید که بر اثر کشتن رضاقلی میرزا (پسرش) به جنون آدمکشی مبتلا شده بود. او دستور گردن زدن مردم بی‌گناه را صادر کرد و یکی از بزرگ‌ترین قتل‌عام‌های معروف تاریخ کرمان را به راه انداخت. نادرشاه افشار و عمال او هنگام تسخیر آن در سال ۱۱۶۰ ه‍.ق ضمن غارت و چپاول اموال مردم بسیاری مردان آن را سربریده و از کله آنان منارههایی ساختند. محله پامنار که هنوز هم به همین نام خوانده می‌شود یادگار آن فاجعه و تجدیدکننده خاطرات تلخ آن جنایت تاسف‌انگیز است.
کرمان  به‌دلیل حمایت از آخرین بازمانده زندیه (لطفعلی خان زند) گرفتار خشم آقامحمدخان قاجار قاجار شد که به روایت تاریخ، هفت من (به روایتی بیست هزار جفت و به روایتی دیگر هفتاد هزار جفت) چشم از مردم درآورد. جانشینان او تلاش کردند تا با اعزام حاکمانی مدیر و مدبر همچون محمد اسماعیل خان نوری وکیل الملک و ابراهیم خان ظهیرالدوله به بازسازی شهر کرمان و دلجویی مردم بپردازند و با برپایی آثاری چون مجموعه ابراهیم خان گذشته‌ها را به فراموشی بسپارند.

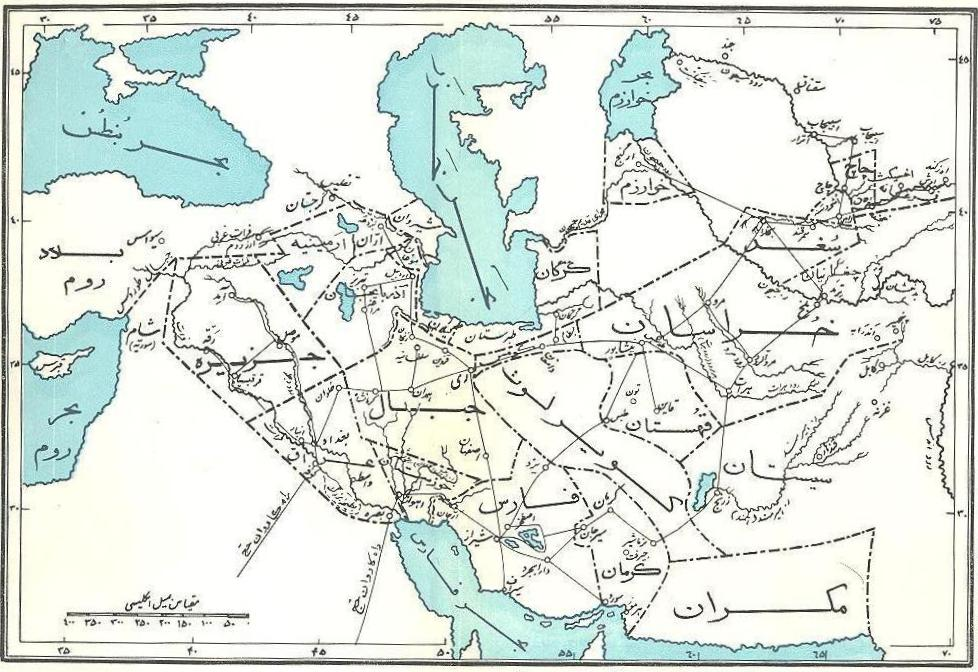
کرمان بزرگ در نقشه‌های قدیمی ایران

### رشد مساحت شهر در طول تاریخ
در سال ۱۲۹۳ هجری قمری دور شهر کرمان تقریباً یک فرسخ (۶ کیلومتر) به شکل قثا (خیار چمبر) و طولش از دروازه خراسانی (دروازه گبری) تا دروازه رق آباد (ریگ آباد) و عرضش از دروازه وکیل تا دروازه ارگ و این شهر با برج و بارو و خندقهایی به عرض تقریبی ده متر و عمق چهار متر، محصور بوده‌است.
شهر کرمان مشتمل بر شش دروازه بوده‌است:
- دروازه مسجد یا دروازه وکیل در محل کنونی میدان شهدا (مشتاق)
- دروازه ناصری واقع در شرق محله شهر
- دروازه گبری یا خراسانی
- دروازه سلطانی یا دولت
- دروازه ارگ یا دروازه باغ
- دروازه رق آباد

وسعت شهر کرمان که تا اواخر قاجاریه و در داخل حصار حدود دویست هکتار بود با تخریب حصارها که از دهه اول سده حاضر با تخریب دروازه‌ها شروع شد وتا دهه ۱۳۴۰ ادامه یافت در سال ۱۹۶۹ میلادی مصادف با ۱۳۴۵ ه‍.ش بر اساس نقشه‌ای که روگراستون ترسیم کرده‌است به ۴۰۰ هکتار رسیده‌است یعنی در نیمه سده ۱۴ ه‍.ش وسعت شهر کرمان دو برابر شده‌است. بر اساس آمار منتشر شده شهرداری کرمان محدوده خدماتی شهر در سال ۱۳۵۷ به ۳۰۷۲ هکتار و در سال ۶۵ به ۵۰۸۸ هکتار و در سال ۱۳۷۱به ۷۶۵۲ هکتار در سال ۱۳۷۵ ۱۱۰۰۰ هکتار و در سال ۱۳۷۸ به حدود ۱۵۰۰۰ هکتار رسیده‌است؛ و اکنون در زمره کلانشهرهای ایران جای گرفته‌است.

### پایتخت بودن در دوره‌های مختلف تاریخی
شهر کرمان  به‌دلیل اهمیتی که در ایران داشته در برهه‌هایی از زمان به عنوان پایتخت ایران مطرح بوده‌است. در برخی دوره‌ها چند پایتخت در زمان‌های مختلف و در دوران حکام و پادشاهان مختلف وجود داشته‌است. در برخی دوره‌ها کرمان به عنوان پایتخت ایالتی مطرح بوده و چند شهر مهم دیگر را هم در قلمرو خود داشته‌است. دوره‌هایی که کرمان در کنار برخی شهرهای دیگر پایتخت بوده‌است:
- سلجوقیان: به همراه جیرفت و بم به مدت ۱۴۳ سال
- غزهای کرمان: تنها کرمان به مدت ۳۶ سال
- قراختائیان: حدود ۷۰ سال، تنها کرمان پایتخت بوده‌است.
- آل بویه: به همراه چند شهر دیگر و در دوره‌های مختلف.
- آل مظفر: به همراه شیراز به مدت ۷۹ سال.
- زندیه: پس از سقوط شیراز توسط آقامحمدخان قاجار، لطفعلی خان زند به کرمان رفت و این شهر را مدتی پایتخت قرار داد. (پس از آن به بم رفت)[نیازمند منبع]

## برخی صنایع و معادن مهم

### صنایع مس شهیدباهنر
شرکت صنایع مس شهید باهنر در ۱۲ کیلومتری شهر کرمان قرار گرفته‌است، که محصولات متنوعی از قبیل انواع ورق، تسمه و فویل، لوله و مقاطع تولید می‌کند. ظرفیت تولید سالانه محصولات نهایی این شرکت بالغ بر ۵۵ هزار تن است.

### صنایع زغال‌سنگ
شرکت صنایع زغال سنگ کرمان، طی ۱۰ماه سال ۱۳۸۵ تولید زغال‌سنگ خام در این شرکت به یک‌میلیون و ۱۵۰هزار تن رسیده‌است.

### فرش الماس کویر کرمان
فرش الماس کویر کرمان یکی از کارخانجات فرش استان کرمان است و این کارخانه صادرکننده به چهارده کشور دنیاست.

### سیمان ممتازان
صنایع سیمان ممتازان کرمان یکی از کارخانجات شهر کرمان است.

### صنایعلاستیک بارز
عملیات احداث شرکت صنایع لاستیک کرمان (گروه صنعتی بارز) در سال ۱۳۶۳ به عنوان نخستین شرکت صنایع لاستیک‌سازی ایران، در شهر کرمان آغاز شد. شرکت صنایع لاستیک بارز کرمان دومین کارخانه بزرگ لاستیک‌سازی خاورمیانه پس از ترکیه است.

### صنایع سیمان کرمان
گروه صنایع سیمان کرمان که مرکز اصلی آن کرمان – کیلومتر ۱۷ بزرگراه خلیج فارس است در تاریخ ۱۲ مرداد ماه سال ۱۳۴۶ ابتدا به صورت سهامی و به نام شرکت سیمان کرمان تحت شماره ۱۷۰ در اداره ثبت شرکت‌های کرمان به ثبت رسید.

### نیروگاه سیکل ترکیبی کرمان
نیروگاه سیکل ترکیبی کرمان از بزرگ‌ترین نیروگاه‌های کشور و از منابع تأمین انرژی این استان است.

### صنایع پزشکی کرمان
اولین تولیدکننده لوازم پزشکی ایران در سال ۱۳۵۱ توسط عباس حاج غنی تأسیس و در سال ۱۳۶۱ اقلام تولیدی آن به ۲۸ قلم رسید. هم‌اکنون تعداد تولیدی این کارخانه به ۸۵ قلم رسیده و با ظرفیت سالانه ۱۰۰۰۰۰ قطعه  درحال فعالیت است.

### گلاب و عرقیات زهرا
گلاب زهرا نام کارخانه تولید گلاب و روغن گل است که در لاله زار کرمان توسط همایون صنعتی زاده و همسرش شهین‌دخت سرلتی (صنعتی) در سال ۱۳۵۶خورشیدی تأسیس شد. این کارخانه نخستین واحد تولیدی است که موفق به دریافت گواهینامه ارگانیک در تولید گلاب و روغن گًل شده‌است. گلاب زهرا بزرگ‌ترین صادرکننده گلاب و روغن گل در ایران است. و محصولات آن در اروپا و سایر دنیا به فروش می‌رسد. همه ساله برای تمدید گواهینامه ارگانیک مزارع و کارخانجات این واحد تولیدی توسط کارشناسان انجمن خاک انگلستان مورد بازرسی قرار می‌گیرد.  درحال حاضر مدیرعامل کارخانه دکتر علی مصطفوی می‌باشد.

## وضعیت طبیعی

### جغرافیای طبیعی
بیشتر نقاط شهر کرمان با کوه احاطه شده‌است. ارتفاع شهر کرمان از سطح دریا ۱۷۶۰ متر است. شهر کرمان نیز خود در کنار کوه صاحب الزمان قرار گرفته‌است. کوه‌های جوپار و پلوار و جفتان و لاله زار در جنوب و جنوب شرق کرمان در تمام طول سال (غیر از تابستان) برف دارند و در تابستان یخچالهای دائمی در این کوهستان‌ها وجود دارد. شهر کرمان در عرض جغرافیایی ۳۰٫۲۹ و طول جغرافیایی ۵۷٫۰۶ قرار گرفته‌است.

### آب و هوا
متوسط مقدار باران در طول سال در کرمان معادل ۱۴۸ میلی‌متر است. اقلیم شهر کرمان نیمه کویری است. شهر کرمان زمستان‌های سردی دارد. کرمان چهارمین مرکز استان مرتفع ایران بعد از شهرکرد، یاسوج و همدان است. عامل ارتفاع بالای این شهر باعث به وجود آمدن اعتدال نسبی در اقلیم این شهر نسبت به سایر شهرهای با اقلیم نیمه کویری ایران شده‌است.
| داده‌های اقلیم Kerman – Altitude: 1753.8 m (1951–2010, records 1951–2020) | داده‌های اقلیم Kerman – Altitude: 1753.8 m (1951–2010, records 1951–2020) | داده‌های اقلیم Kerman – Altitude: 1753.8 m (1951–2010, records 1951–2020) | داده‌های اقلیم Kerman – Altitude: 1753.8 m (1951–2010, records 1951–2020) | داده‌های اقلیم Kerman – Altitude: 1753.8 m (1951–2010, records 1951–2020) | داده‌های اقلیم Kerman – Altitude: 1753.8 m (1951–2010, records 1951–2020) | داده‌های اقلیم Kerman – Altitude: 1753.8 m (1951–2010, records 1951–2020) | داده‌های اقلیم Kerman – Altitude: 1753.8 m (1951–2010, records 1951–2020) | داده‌های اقلیم Kerman – Altitude: 1753.8 m (1951–2010, records 1951–2020) | داده‌های اقلیم Kerman – Altitude: 1753.8 m (1951–2010, records 1951–2020) | داده‌های اقلیم Kerman – Altitude: 1753.8 m (1951–2010, records 1951–2020) | داده‌های اقلیم Kerman – Altitude: 1753.8 m (1951–2010, records 1951–2020) | داده‌های اقلیم Kerman – Altitude: 1753.8 m (1951–2010, records 1951–2020) | داده‌های اقلیم Kerman – Altitude: 1753.8 m (1951–2010, records 1951–2020) |
| ماه                                                                      | ژانویه                                                                   | فوریه                                                                    | مارس                                                                     | آوریل                                                                    | مه                                                                       | ژوئن                                                                     | ژوئیه                                                                    | اوت                                                                      | سپتامبر                                                                  | اکتبر                                                                    | نوامبر                                                                   | دسامبر                                                                   | سال                                                                      |
| ------------------------------------------------------------------------ | ------------------------------------------------------------------------ | ------------------------------------------------------------------------ | ------------------------------------------------------------------------ | ------------------------------------------------------------------------ | ------------------------------------------------------------------------ | ------------------------------------------------------------------------ | ------------------------------------------------------------------------ | ------------------------------------------------------------------------ | ------------------------------------------------------------------------ | ------------------------------------------------------------------------ | ------------------------------------------------------------------------ | ------------------------------------------------------------------------ | ------------------------------------------------------------------------ |
| سابقهٔ بیش‌ترین °C (°F)                                                    | ۲۴٫۴ (۷۶)                                                                | ۲۹٫۴ (۸۵)                                                                | ۳۲٫۹ (۹۱)                                                                | ۳۵٫۰ (۹۵)                                                                | ۳۸٫۸ (۱۰۲)                                                               | ۴۱٫۶ (۱۰۷)                                                               | ۴۲٫۰ (۱۰۸)                                                               | ۴۱٫۶ (۱۰۷)                                                               | ۳۹٫۰ (۱۰۲)                                                               | ۳۵٫۰ (۹۵)                                                                | ۳۱٫۱ (۸۸)                                                                | ۲۸٫۰ (۸۲)                                                                | ۴۲ (۱۰۸)                                                                 |
| میانگین بیش‌ترین °C (°F)                                                  | ۱۲٫۲ (۵۴)                                                                | ۱۴٫۹ (۵۹)                                                                | ۱۹٫۰ (۶۶)                                                                | ۲۴٫۴ (۷۶)                                                                | ۳۰٫۱ (۸۶)                                                                | ۳۵٫۰ (۹۵)                                                                | ۳۵٫۸ (۹۶)                                                                | ۳۴٫۴ (۹۴)                                                                | ۳۱٫۵ (۸۹)                                                                | ۲۶٫۱ (۷۹)                                                                | ۱۹٫۶ (۶۷)                                                                | ۱۴٫۴ (۵۸)                                                                | ۲۴٫۸ (۷۷)                                                                |
| میانگین روزانه °C (°F)                                                   | ۴٫۶ (۴۰)                                                                 | ۷٫۳ (۴۵)                                                                 | ۱۱٫۴ (۵۳)                                                                | ۱۶٫۴ (۶۲)                                                                | ۲۱٫۲ (۷۰)                                                                | ۲۵٫۶ (۷۸)                                                                | ۲۶٫۸ (۸۰)                                                                | ۲۴٫۶ (۷۶)                                                                | ۲۱٫۱ (۷۰)                                                                | ۱۵٫۹ (۶۱)                                                                | ۱۰٫۰ (۵۰)                                                                | ۵٫۹ (۴۳)                                                                 | ۱۵٫۹ (۶۱)                                                                |
| میانگین کم‌ترین °C (°F)                                                   | −۳٫۱ (۲۶)                                                                | −۰٫۳ (۳۱)                                                                | ۳٫۸ (۳۹)                                                                 | ۸٫۳ (۴۷)                                                                 | ۱۲٫۴ (۵۴)                                                                | ۱۶٫۲ (۶۱)                                                                | ۱۷٫۸ (۶۴)                                                                | ۱۴٫۸ (۵۹)                                                                | ۱۰٫۷ (۵۱)                                                                | ۵٫۷ (۴۲)                                                                 | ۰٫۴ (۳۳)                                                                 | −۲٫۶ (۲۷)                                                                | ۷٫۰۱ (۴۴٫۵)                                                              |
| سابقهٔ کم‌ترین °C (°F)                                                     | −۳۰٫۰ (−۲۲)                                                              | −۲۰٫۰ (−۴)                                                               | −۱۰٫۲ (۱۴)                                                               | −۳٫۰ (۲۷)                                                                | ۱٫۰ (۳۴)                                                                 | ۷٫۰ (۴۵)                                                                 | ۸٫۰ (۴۶)                                                                 | ۲٫۰ (۳۶)                                                                 | −۱٫۰ (۳۰)                                                                | −۱۰٫۰ (۱۴)                                                               | −۱۵٫۰ (۵)                                                                | −۲۵٫۰ (−۱۳)                                                              | −۳۰ (−۲۲)                                                                |
| بارندگی میلی‌متر (اینچ)                                                   | ۲۸٫۸ (۱٫۱۳)                                                              | ۲۵٫۲ (۰٫۹۹)                                                              | ۳۳٫۱ (۱٫۳)                                                               | ۱۸٫۷ (۰٫۷۴)                                                              | ۱۰٫۸ (۰٫۴۳)                                                              | ۱٫۱ (۰٫۰۴)                                                               | ۱٫۴ (۰٫۰۶)                                                               | ۰٫۵ (۰٫۰۲)                                                               | ۰٫۳ (۰٫۰۱)                                                               | ۱٫۵ (۰٫۰۶)                                                               | ۵٫۶ (۰٫۲۲)                                                               | ۲۱٫۰ (۰٫۸۳)                                                              | ۱۴۸ (۵٫۸۳)                                                               |
| میانگین روزهای بارندگی                                                   | ۵٫۰                                                                      | ۴٫۲                                                                      | ۵٫۷                                                                      | ۴٫۰                                                                      | ۲٫۲                                                                      | ۰٫۳                                                                      | ۰٫۴                                                                      | ۰٫۲                                                                      | ۰٫۱                                                                      | ۰٫۴                                                                      | ۱٫۵                                                                      | ۳٫۸                                                                      | ۲۷٫۸                                                                     |
| میانگین روزهای برفی                                                      | ۲٫۲                                                                      | ۱٫۰                                                                      | ۰٫۴                                                                      | ۰                                                                        | ۰                                                                        | ۰                                                                        | ۰                                                                        | ۰                                                                        | ۰                                                                        | ۰                                                                        | ۰٫۱                                                                      | ۱٫۰                                                                      | ۴٫۷                                                                      |
| درصد رطوبت                                                               | ۵۳                                                                       | ۴۶                                                                       | ۴۱                                                                       | ۳۴                                                                       | ۲۶                                                                       | ۱۹                                                                       | ۱۹                                                                       | ۲۰                                                                       | ۲۱                                                                       | ۲۸                                                                       | ۳۷                                                                       | ۴۸                                                                       | ۳۲٫۷                                                                     |
| میانگین روزانه ساعت‌های تابش آفتاب                                        | ۱۹۸٫۴                                                                    | ۲۰۰٫۰                                                                    | ۲۲۳٫۵                                                                    | ۲۳۷٫۵                                                                    | ۲۹۸٫۰                                                                    | ۳۲۳٫۶                                                                    | ۳۳۹٫۱                                                                    | ۳۳۷٫۵                                                                    | ۳۱۰٫۳                                                                    | ۲۸۳٫۹                                                                    | ۲۴۱٫۹                                                                    | ۲۰۶٫۴                                                                    | ۳٬۲۰۰٫۱                                                                  |
| منبع:                                                                    |                                                                          |                                                                          |                                                                          |                                                                          |                                                                          |                                                                          |                                                                          |                                                                          |                                                                          |                                                                          |                                                                          |                                                                          |                                                                          |

## دین
دین بیشتر مردم شهر کرمان اسلام و مذهب مردم شیعه است و نیز مرکز فعالیت و تجمع شیخیه در شاخه کریمخانیه این شهر است. برای این فرقه این شهر مقدس است. بزرگان ایشان چون محمدکریم خان کرمانی، محمد خان کرمانی، حاج زین العابدین خان ابراهیمی، حاج ابوالقاسم خان ابراهیمی، حاج عبدالرضا خان ابراهیمی در این شهر زندگی می‌کردند و مسجد ابراهیمی در کرمان متعلق به ایشان است. جمعیت چند هزار نفری از زرتشتیان و اقلیتی از کلیمیان (یهودیان) نیز در کرمان زندگی می‌کنند. تا پیش از پیروزی انقلاب اسلامی جمعیتی چند ده هزار نفری از زرتشتیان، یهودیان و جمعیت کوچکی از مسیحیان در کرمان زندگی می‌کردند که پس از انقلاب به کشورهای آمریکا، فلسطین اشغالی و کشورهای غرب اروپا مهاجرت کردند. هم‌اکنون آتشکده زرتشتیان، قبرستان یهودیان و خرابه‌هایی از قبرستان مسیحیان در محلهٔ زریسف شهر کرمان وجود دارد. تا چند سال پیش کلیسای مسیحیان در خیابان شریعتی در کنار بیمارستان ارجمند شهر کرمان وجود داشت که  به‌دلیل نامعلومی به دستور دادستانی در سال ۱۳۹۰ تخریب شد.
در این شهر اقلیت‌های دینی مراسم و جشن‌های آیینی خود را برگزار می‌کنند. جشن سده که در نوع خود یکی از بزرگ‌ترین جشن زرتشتیان است همه ساله در بهمن ماه در کرمان برگزار می‌شود و جشن سده کرمان در سال ۱۳۹۰ در فهرست آثار فرهنگی ملی ایران ثبت گردید. این جشن هر ساله در روز ۱۰ بهمن، در باغ بداغ آباد کرمان برگزار می‌گردد.

## فرهنگ و ادب

### قومیت
کرمانی‌ها فارس زبان و از لحاظ قومی فارس هستند اما مردمی از قوم لر هم در این استان حضور دارند. اما در قرون گذشته در مواردی اقوام مختلفی خصوصاً از اقوام و عشایر ترک آسیای میانه و حتی مغول به مناطقی از استان کرمان کوچ داده شده‌اند و همچنین تعدادی بسیاری از عشایر لر و طوایفی از قوم سیستانی و نیز طوائفی از قوم بلوچ نیز در ادوار گذشته به این استان مهاجرت کرده‌اند که عمدتاً مگر در موارد معدود،  به‌دلیل معاشرت و اختلاط با افراد بومی در گذر زمان استحاله شده و هویت خود را از دست داده و قابل تشخیص نیستند.

### زبان و گویش
در شهر کرمان زبان اهالی زبان فارسی و لهجه کرمانی است. از آنجا که استان کرمان پهناورترین استان ایران است،  به‌دلیل مهاجرت اقوام مختلف به منطقه کرمان در طول تاریخ، تنوع زیادی در لهجه و گویش محلی در شهرستان‌های مختلف این استان نیز ایجاد شده و هم اینک گویش‌ها و لهجه‌های متفاوت و متنوعی در این استان به چشم می‌خورد.
این امر باعث شده که این استان شمار بسیاری از نویسندگان و شاعران و دانشمندان را به ایران پیشکش نماید. مشاهیری چون خواجوی کرمانی، سعید نفیسی، دکتر باستانی پاریزی، محمدعلی محبی کرمانی، محمد دهش، دکتر علی اکبر صنعتی، خانواده علیرضا افضلی پور و …

### کرمان از نگاه شاعران بزرگ
- فردوسی

| چو بگذشت یک چند بر هفتواد |  | مر آن حصن را نام کرمان نهاد |

منظور از هفتواد پادشاهی در بم واقع در شرق استان کرمان است.
- مولوی

| کبوترخانه جان‌ها از او معمور گشت |  | پس چرا این زیره را من سوی کرمان می‌برم |

- شاه نعمت‌الله ولی

| هرچند کز روی کریمان خجلیم      |  | غم نیست که پرورده این آب و گلیم |
| در روی زمین نیست چو کرمان جایی |  | کرمان دل عالم است و ما اهل دلیم |

- سعدی

| که می‌برد به عراق این بضاعت مزجاة |  | چنان‌که زیره به کرمان برند و کاسه به چین؟ |

- خواجوی کرمانی

| آنها که ندارن نم چشم و غم دل |  | خاصیت این آب و هوا را نشناسند |

- میرزا آقاخان کرمانی

| گر از ملک کرمان سرایم رواست |  | که هندوستانی خوش آب و هواست |

- راجی کرمانی

| ببال‌ای بر و بوم کرمان زمین |  | ز عزّ و شرف تا به چرخ برین |
| زمین تو بالاتر از آسمان    |  | مکان تو بالاتر از لامکان  |

- محمد فرخی یزدی

| اهل کرمان همه آسوده و فارغ ز بلا |  | کس بر ایشان نکند ظلم، چه پنهان چه ملا |

- واعظ قزوینی

| اگر قماش‌شناسی برای فرشِ سرا |  | کدام قالی کرمان چو آب و جاروب است |

- قاآنی

| حدیث خلد با شیرازیان، اکنون بدان مانَد |  | که مشتی زیره، زی کرمان برند از بهر کرمانی |

- دکتر احمد ناظرزاده کرمانی

| گرت هواست که هرگز به عافیت نرسی |  | غریب پرور و خودکش چو اهل کرمان باش |

## خوراک و شیرینی‌های محلی
کرمان همانند سایر شهرهای ایران، از انواع غذاهای سنتی و با طعم‌های متفاوت برخوردار است که برخی از آن‌ها در مناسبت‌های ویژه و تعداد بسیاری نیز به شکل عادی در طی سال تهیه می‌شود.

### غذاهای محلی
فالوده کرمانی، آش شولی (اوماچو)، روغن جوشی، چغوک بریزو، حلیم بادمجان، آش شلغم، آش جو (کرمانی)، آش مخلوط، آش کدو، آبگوشت کرمانی، توکی، گندم شیری، کاکل کنف شادانه، قاتق تخمه، قاتق، قاتق بنه، زیر جوش، کشک گردو، کشک یونجه، سردوش، اشکنه، کشک کدو، کشک سیب، گورماست، سیراب بنه، کله جوش، بز قرمه، کشک و بادمجان، نان پز، کاچی (آب‌روغنو)، قاتق شیر، برشتو، نان پر، نان چرب و شیرین، خرماست، خرما تخم مرغ، کپو، اُماچو (آش شولی یا آماجو) ٱماچو گندم شیر

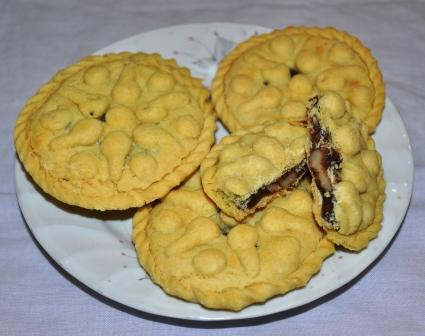
کلمپهٔ گردویی زعفرانی مخصوص

### شیرینی‌های محلی
- کلمپه
- کماچ سهن
- برشتو (برشتوک)
- نان چرخی
- شیرینی خانگی پرریز
- خرمابریز (رنگینک)
- چنگمال
- قوتو
- شله زرد
- قطاب پسته

## جاذبه‌های گردشگری

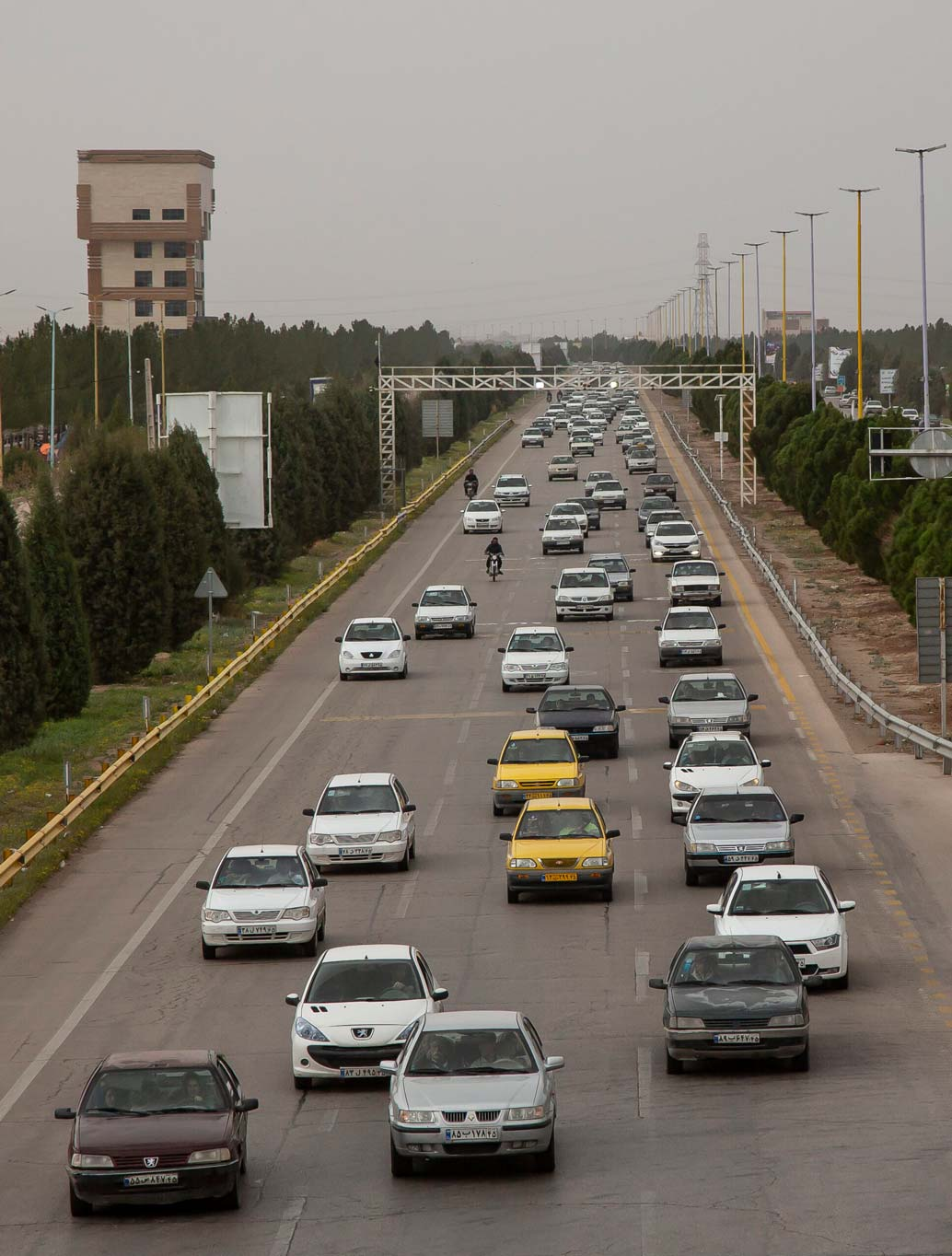
بزرگراه گردشگری هفت باغ علوی که شهرکرمان را به شهر ماهان پیوند می دهد

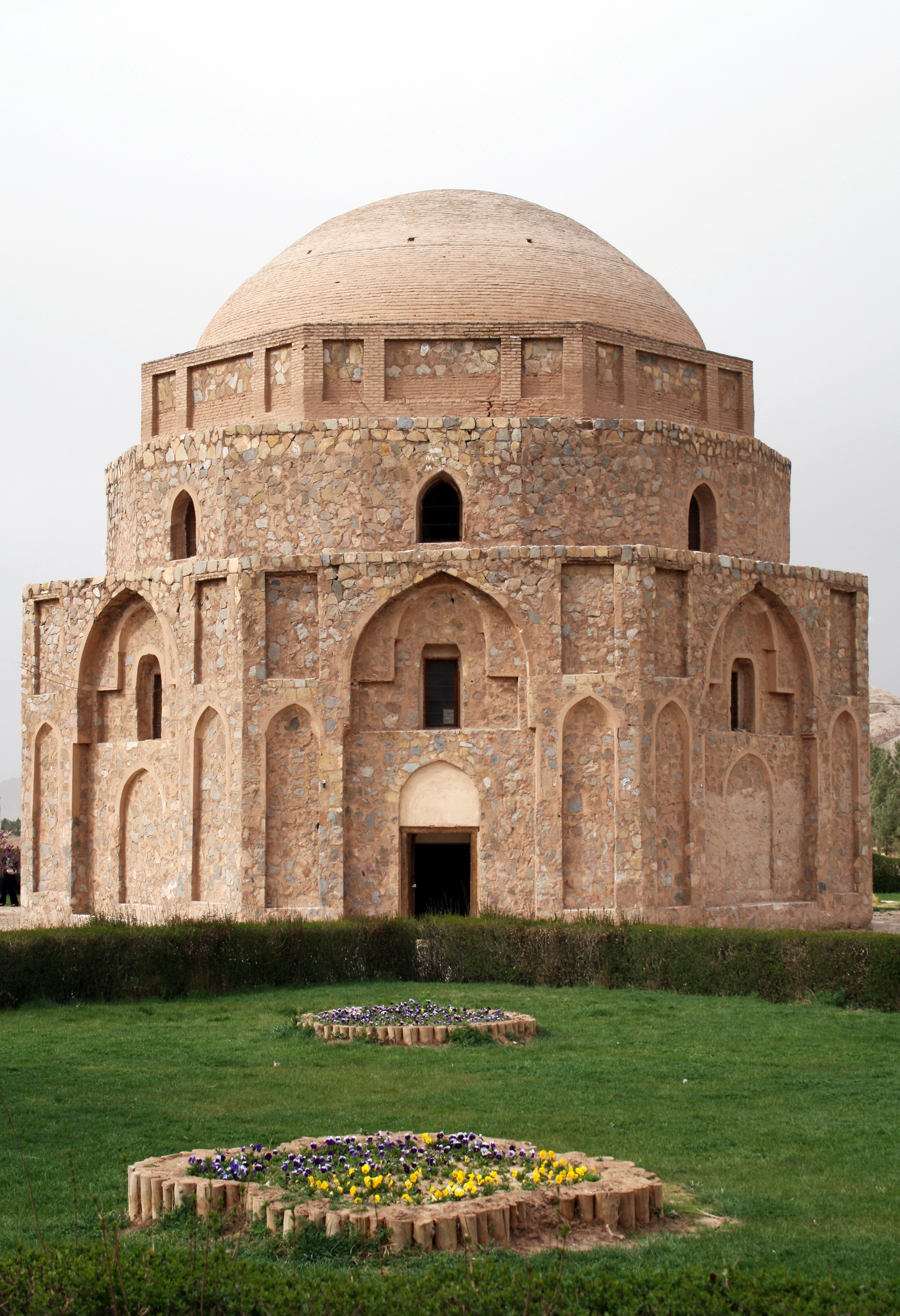
گنبد جبلیه، مربوط به دورهٔ ساسانیان

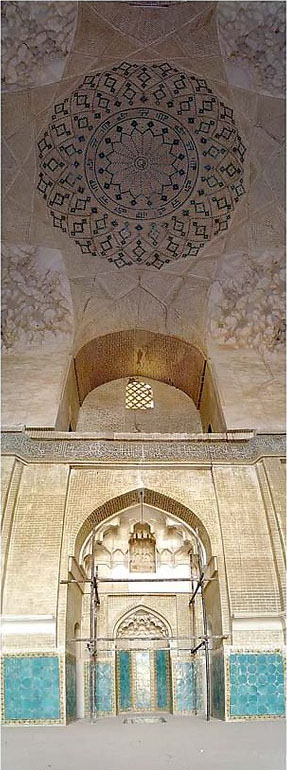
محراب و سقف مسجد ملک (امام)

کرمان  به‌دلیل موقعیت خاص تاریخی، جغرافیایی و فرهنگی خود همیشه به عنوان یکی از مهم‌ترین مراکز گردشگری و توریستی ایران مطرح بوده و همه ساله میزبان تعداد فراوانی از گردشگران داخلی و خارجی است.

### جاذبه‌های تاریخی
کرمان از استان‌های مهم و تاریخی کشور به حساب می‌آید. استان کرمان مرکز جنوب‌شرق کشور است و به نوعی مرجع صنعتی، فرهنگی، سیاسی، کشاورزی دانشگاهی-علمی، مذهبی و سایر شاخص‌ها در میان استان‌های منطقه جنوب شرق کشور است. استان کرمان همچنین بیش از ۶۶۰ اثر ملی ثبت شده دارد و از استان‌های تاریخی ایران است. استان کرمان پنج اثر ثبت شده در میراث جهانی یونسکو دارد و رتبه نخست ایران را از این حیث دارد.

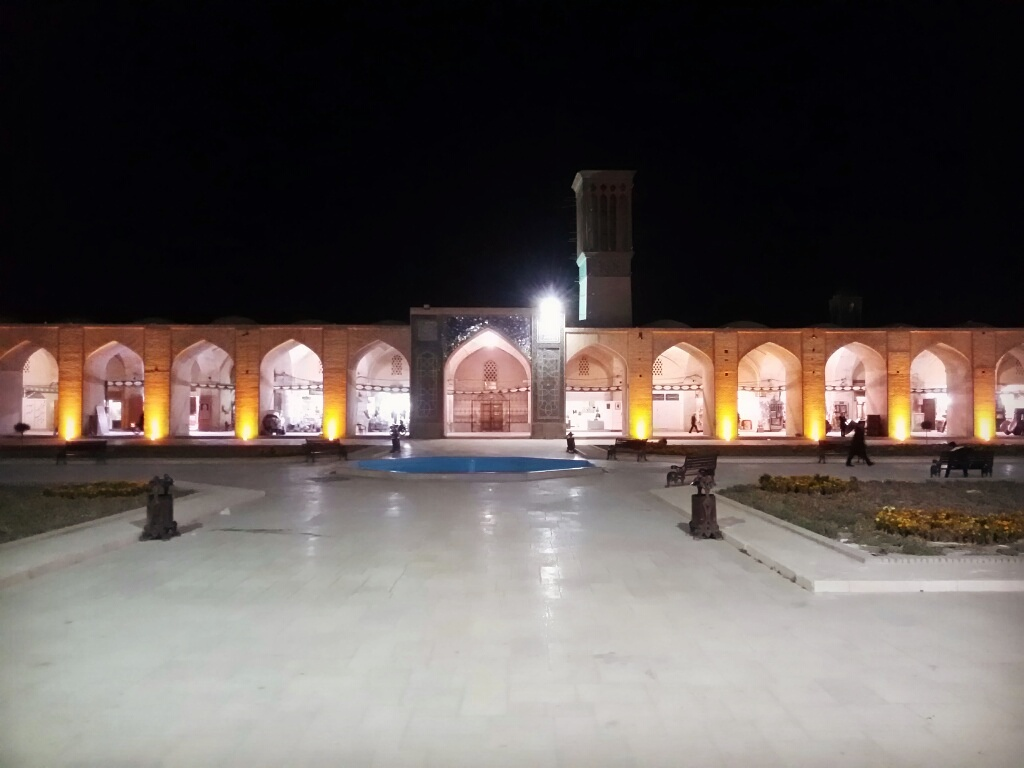
میدان تاریخی گنجعلیخان ، انتهای بازار ارگ

- گنبد جبلیه: از بناهای مربوط به دوران قبل از اسلام است که به نام گنبد گبری نیز در تواریخ آمده‌است. در تمامی تواریخ بنای گنبد به دورهٔ ساسانیان نسبت داده می‌شود (گویا آتشکدهٔ بوده‌است - یا قبر یکی از زرتشتیان). در کرمان در مورد این بنا این‌گونه شایع است که در ملات آن شیر شتر استفاده شده و از این رو در استحکام آن نقشه داشته‌است.[۴۶][۵۱][۵۲]
- مجموعه گنجعلیخان: شاهکار عصر صفویه و یکی از زیباترین و پربیننده‌ترین اماکن تاریخی شهر کرمان به‌شمار می‌رود. این مجموعه که یادآور تلاش گنجعلیخان حاکم وقت کرمان است، شامل: بازار، حمام، میدان، کاروانسرا، آب انبار، مسجد و ضرابخانهاست. حمام گنجعلیخان یکی از بخش‌های معروف و دیدنی این مجموعه‌است که معماری زیبای آن تحسین هر بیننده‌ای را برمی‌انگیزد.  به‌دلیل این‌که این حمام به موزهٔ مردم‌شناسی تبدیل شده مجسمه‌های مومی در جاهای مختلف حمام قرار گرفته که افرادی از طبقات مختلف جامعه آن زمان نظیر خوانین، روحانیون، پیشه وران و مردم عادی را نشان می‌دهند.[۵۳]
- مسجد جامع مظفری: در سده هشتم (سال۷۵۰) هجری قمری و در زمان آل مظفر بنا شده‌است و در میدان مشتاق کرمان قرار دارد. «پوپ» باستان‌شناس معروف این مسجد را از مفاخر معماری اسلامی، ایرانی و زمینه بالندگی این سرزمین می‌داند.[۵۴]
- مسجد جامع ملک: (که پس از انقلاب اسلامی ایران به مسجد امام تغییر نام داده) در سده پنجم و در زمان سلجوقیان ساخته شده‌است، قدمتی هزارساله دارد و هم‌اکنون در بخش جنوبی ناحیهٔ تاریخی بازار کرمان واقع است. این مسجد ۱۰۱ متر طول و ۹۱ متر عرض دارد و  ازجمله مساجد چهارایوانی به‌شمار می‌رود. برج سلجوقی نیز در همین محدوده واقع شده‌است که در ضلع شمال شرقی مسجد ملک کرمان قرار گرفته‌است.
- بازار کرمان: این راسته بازار از میدان ارگ شروع و به میدان مشتاقیه ختم می‌شود. هر بخش از بازار کرمان در زمان یکی از فرمانروایان این شهر ساخته شده و به خاطر برخی ویژگی‌هایش در ایران منحصربه‌فرد و دارای شهرت جهانی است. این بازار طولانی‌ترین راسته بازار ایران محسوب می‌شود.[۵۵]
- آتشکده زرتشتیان: کرمان میزبان جمعیتی هزار نفری از زرتشتیان است. آتشکده زرتشتیان کرمان یکی از زیباترین آتشکده‌های جهان به‌شمار می‌آید. تنها موزهٔ مردم‌شناسی زرتشتیان جهان نیز در این آتشکده جای دارد. کرمان یکی از معدود شهرهایی است که هنوز جشن سده (از جشن‌های ملی ایران) هر ساله ۱۰ بهمن ماه در آن برگزار می‌شود. جشن سده کرمان در فهرست آیین‌های ملی ایران ثبت شده‌است.[۵۶]

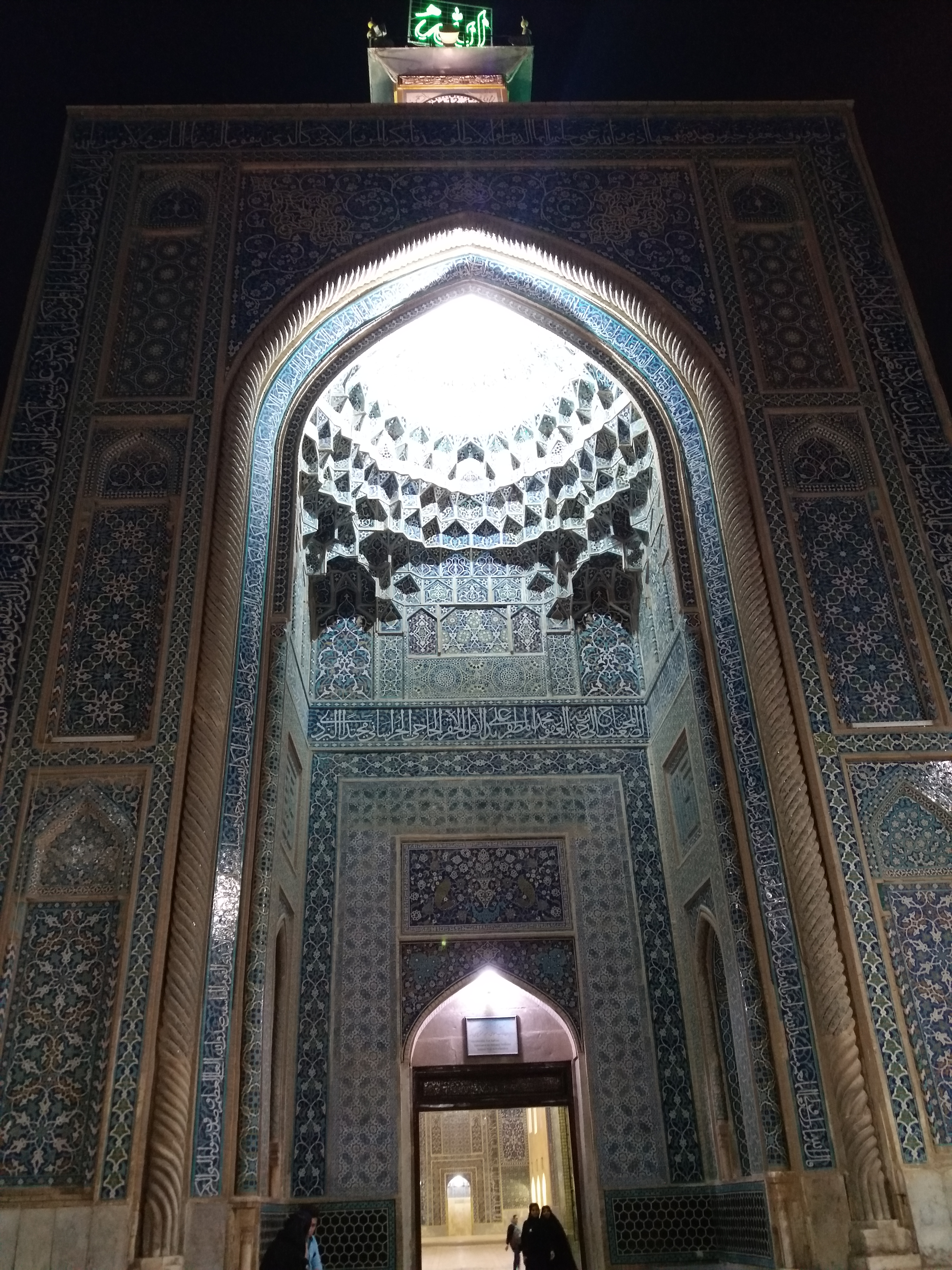
مسجد جامع تاریخی کرمان

- حصار شهر قدیم کرمان: از آثار ملی ایران و مربوط به دورهٔ قاجاریه است.[۵۷]
- شیوشگان:کوه شیوشگان یا کوه صاحب الزمان در قسمت شرق شهر کرمان در استان کرمان است. قدمت دستکند آن به ۱۲ هزار سال قبل بر می‌گردد که «شیوشگان» نام باستانی آن کوه است.
- یخدان مؤیدی برای ذخیره یخ در گذشته به کار می‌رفته‌است و در تقاطع خیابان ابوحامد و خورشید واقع است.[۵۸]

- یخدان زریسف

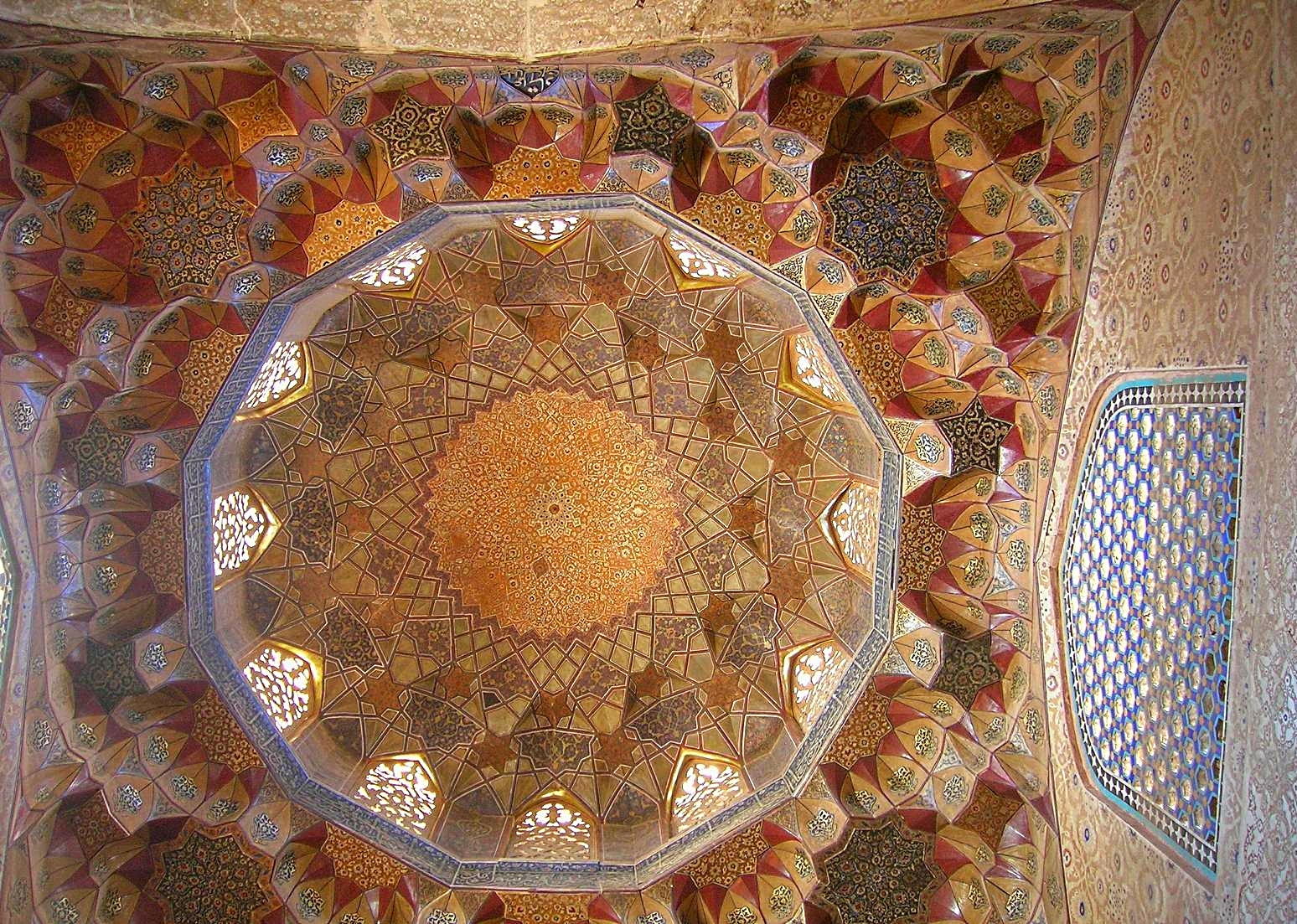
مسجد گنجعلیخان، خیابان تجلی کرمان

- یخدان جو مویدی مربوط به دوره قاجار است و در کرمان، خیابان سام (پیروزی) واقع شده‌است.
- قلعه دختر و قلعه اردشیر: از یادگارهای هنر معماری پیش از اسلامی است که قدیمی‌ترین آثار تاریخی در کرمان به‌شمار می‌روند و بقایای آن اعجاب بینندگان را برمی‌انگیزد. ساختمان‌های این قلعه روی هم به دو قسمت مجزا تقسیم می‌شوند. قسمتی که بر فراز قلعه نسبتاً مرتفع جنوب شرقی قرار دارد و سابقاً قلعه کوه نامیده می‌شد و کاملاً به علت وضعیت طبیعی از قلعه دیگر مجزاست. قسمت دوم بر تپه کوتاه تری قرار دارد و به قلعه دختر یا آتشکده آناهیتا موسوم است. قلعه اردشیر در بالای تپه مرتفعی واقع شده که تا سطح جلگه قریب پانصد پا ارتفاع دارد. دیوارهای قلعه از خشت‌های بسیار ضخیم ساخته شده‌است.[۵۹][۶۰]
- مجموعه وکیل: که به دستور یکی از فرماندهان دیگر در زمان قاجاریه ساخته شده‌است و شامل بازار وکیل، حمام وکیل و کاروانسرای وکیل است.[۶۱]
- مجموعه ابراهیم خان: ابراهیم خان ظهیر الدوله حاکم کرمان در دورهٔ قاجاریه با ساخت بازار، حمام، آب انبار، مدرسه و خانه مدرس، بانی این مجموعه بوده‌است.[۶۲]
- تخت درگاه قلی بیگ: مقبره یکی از نوادگان بهرام بیگ به نام درگاه قلی بیگ است. درگاه قلی بیگ از امرای اواخر دورهٔ صفویه و رئیس ایل افشار در کرمان بوده‌است. وی، تنها فرد معروف افشار بود که طی ۱۵۰ سال بعد از گنجعلیخان نامش بر سر زبان‌ها بوده‌است.[۶۳][۶۴]
- آرامگاه خواجه اتابک: از آثار سده ششم هجری قمری و مربوط به دوران سلجوقیان است. این بنا محل دفن «خواجه محمد اتابک» از رجال دوران سلجوقیان است.
- آرامگاه مشتاق علیشاه: گنبد مشتاقیه که به سه گنبد نیز شهرت دارد، از آثار دوران قاجاریه در شهر کرمان است. سه گنبد در سال ۱۲۶۰ قمری بر روی قبور مشتاق علی شاه (عارف بزرگ سده دوازدهم ه‍.ق)، شیخ اسماعیل و کوثرعلیشاه بنا گردید. آثار تزئینی مجموعهٔ مشتاقیه که در سده اخیر ساخته شده‌است شامل کاشی‌کاری، نقاشی، گچبری، کاربندی و مقرنس است.[۵۶]
- باغ موزه هرندی: از آثار ملی ایران، شامل باغ زیبا، موزهٔ دیرینه‌شناسی و موزه ساز[۶۵][۶۶]
- خانه امینیان: مربوط به دوره قاجار است و در کرمان، خیابان شریعتی، کوچه ته باغ لله، پلاک ۵۲۵ واقع شده و این اثر در تاریخ ۱۰ خرداد ۱۳۸۲ با شمارهٔ ثبت ۹۱۴۸ به‌عنوان یکی از آثار ملی ایران به ثبت رسیده‌است.[۵۷]
- خانه غفاری: مربوط به دوره قاجار است و در کرمان، خیابان شهید مطهری (احمدی)، کوچه شهید مطهری، پلاک ۲ واقع شده و این اثر در تاریخ ۲۷ مرداد ۱۳۸۲ با شمارهٔ ثبت ۹۵۶۱ به‌عنوان یکی از آثار ملی ایران به ثبت رسیده‌است.[۵۷]
- خانه پرداختی: نمونه‌ای از خانه‌های زیبای ایرانی و از آثار ملی ایران و مربوط به دورهٔ قاجاریه است.[۵۷]

#### باغ‌های تاریخی

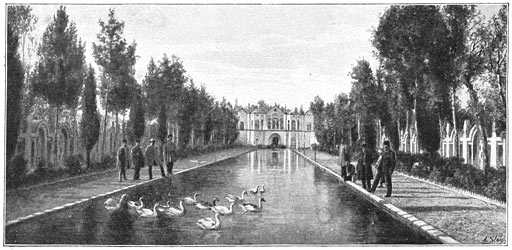
باغ آقا، کنسولگری پیشین انگلستان در کرمان

- باغ نظر: باغ نظر بیش از۲۵۰ سال قدمت دارد. اکنون این باغ به عنوان پادگان آموزشی ۰۵ نیروی زمینی ارتش جمهوری اسلامی ایران استفاده می‌شود.[۶۷]
- باغ بیرم آباد: این باغ که در شرق شهر کرمان و در جوار بنای تاریخی تخت درگاه قلی بیگ قرار دارد، توسط بیرام بیگ افشار در دورهٔ صفویه ساخته شده‌است.[۶۷]
- باغ آقا: بنای این باغ مربوط به دوره قاجاریه‌است و محل کنسولگری انگلستان در کرمان بوده‌است.[۶۷]
- باغ سرآسیاب: این باغ متعلق به دورهٔ سلجوقیان است. باغ سرآسیاب در جنوب شرقی شهر کرمان واقع شده‌است.[۶۷]
- باغ گلشن: باغ گلشن کرمان توسط ابراهیم خان ظهیرالدوله حاکم کرمان در دوران قاجار ساخته شده‌است و ادامه ارگ کرمان است.[۶۷]
- باغ دیلمقانی: این باغ مربوط به دورهٔ قاجاریه است و اکنون به عنوان پرورشگاه مورد استفاده قرار گرفته‌است.[۶۷]
- باغ لله: باغ لل اکنون تنها نامی از خود به یادگار دارد و متعلق به خواجه اتابک برقوش در دورهٔ سلجوقیان است.[۶۷]
- باغ نشاط:این باغ در انتهای خیابان فردوسی کرمان قرار دارد، از باغ‌های قدیمی است که حوادث تاریخی مهمی  ازجمله محاصره سردار نصرت حاکم کرمان در بیش از یک سده پیش در آن اتفاق افتاده‌است. تاریخ احداث این باغ به دوران قاجاریه بازمی‌گردد.[۶۷]

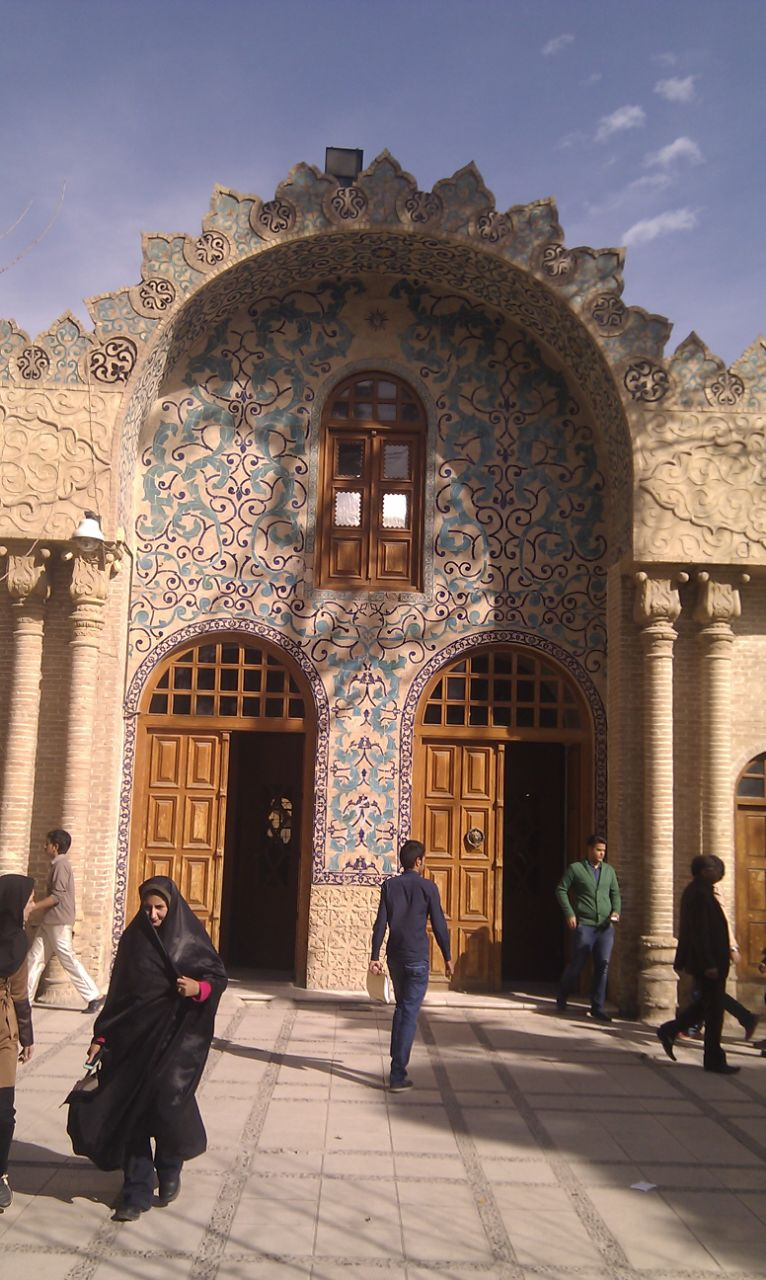
سردر کتابخانه ملی کرمان

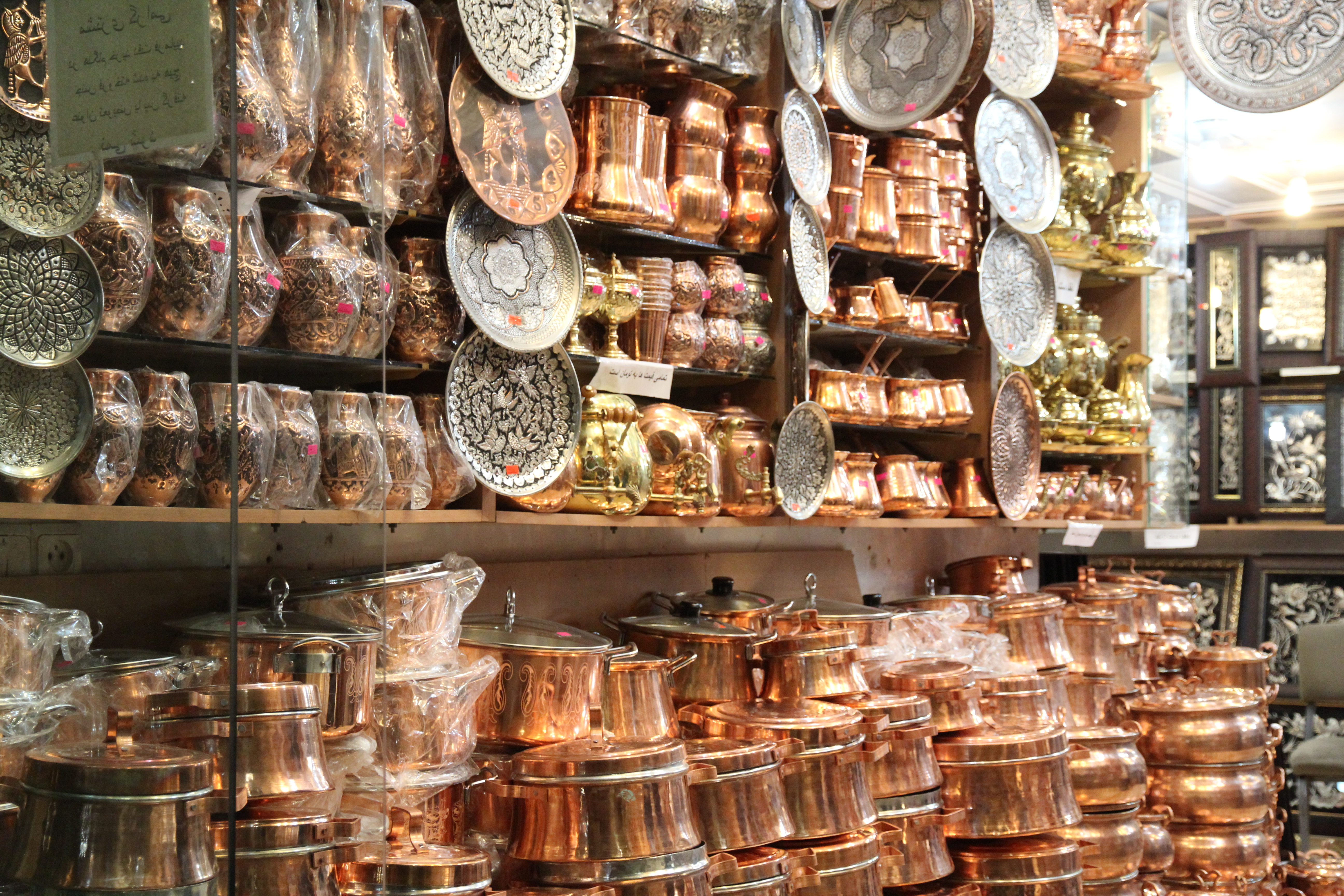
یک فروشگاه محصولات مسی در کرمان

- باغ سالار کلانتر

### جاذبه‌های مذهبی
- شاهزاده محمد کرمان:شخصیت مدفون در این بقعه، سیدابوالحسن محمد بن ابراهیم المجاب بن محمد العابد بن امام موسی کاظم است که جد سادات موسوی کرمان، شیراز و خوزستان و کربلا و کوفه می‌باشد. محمد ملقب به «حایری» مکنی به «ابوالحسن» و معروف به «قشیر» یا «عشیر» است. از این جهت او ملقب به حایری شد که با پدرش در سال ۲۴۷ هجری قمری از کوفه به این شهر منتقل شده لذا لقب حایری را به خود گرفت.
- مهدیه و مسجد مقدس صاحب الزمان[۶۸]
- امامزاده محمد[۶۹]
- مسجد جامع مظفری
- مسجد جامع ملک
- آتشکده زرتشتیان کرمان: واقع در خیابان شهدا[۷۰]
- آتشکده و باغچه بُداق آباد کرمان: واقع در خیابان سده[۷۱]
- کنیسه کرمان: واقع در خیابان دکتر شریعتی حدفاصل چهارراه ولی عصر و چهارراه کاظمی[۷۲]
- آتشکده دولت‌خانه: مربوط به دوره صفوی

### موزه‌ها
کرمان را می‌توان شهر موزه‌های ایران نامید و موزه‌های تخصصی زیادی در این شهر وجود دارد.

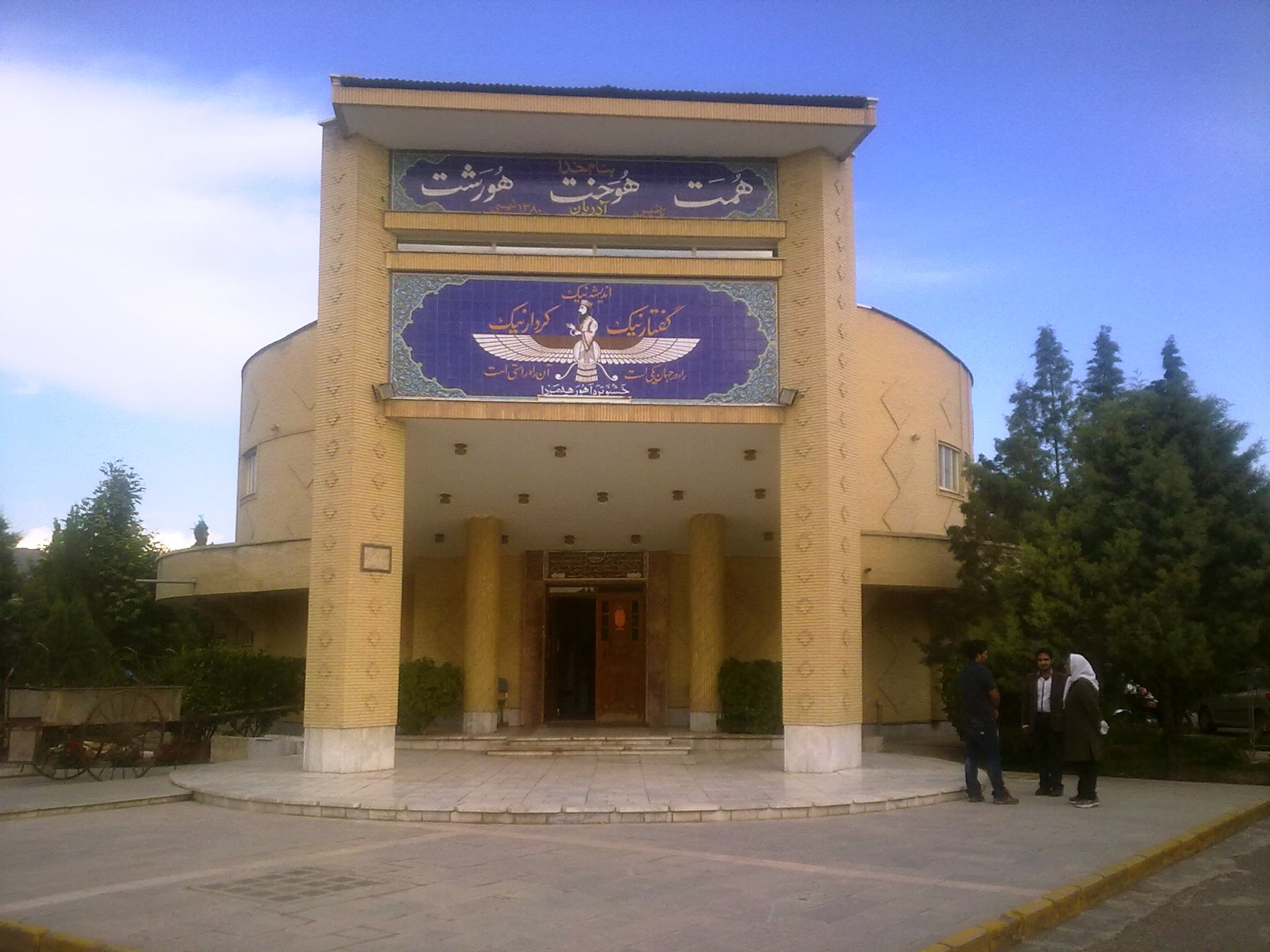
موزه زرتشتیان ایران

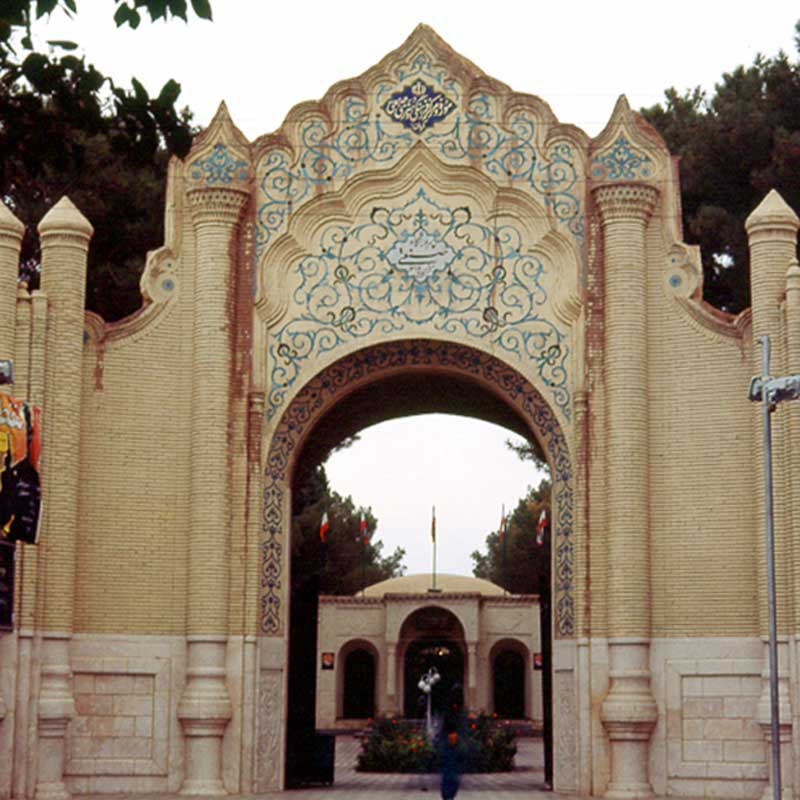
موزه هنرهای معاصر صنعتی، باغ ملی

- موزه هنرهای معاصر صنعتی: دومین موزه بزرگ هنرهای معاصر ایران، شامل آثار ارزشمندی از ۸۳ هنرمند ایرانی و ۱۶ هنرمند خارجی  ازجمله علی‌اکبر صنعتی، کمال‌الملک، سهراب سپهری، هنری مور، واسیلی کاندینسکی، پرویز تناولی و ژازه تباتبایی[۷۳][۷۴]
- باغ موزه هرندی: از آثار ملی ایران، شامل باغ زیبا، موزهٔ دیرینه‌شناسی و موزهٔ ساز[۶۵][۴]
- موزه زرتشتیان: اولین و تنها موزهٔ مردم‌شناسی زرتشتیان جهان،[۷۵] واقع در آتشکده زرتشتیان کرمان، شامل جلوه‌هایی از فرهنگ و آداب و رسوم زرتشتیان در گذشته و همچنین اسناد و آثار کهن  ازجمله یک جلد کتاب دستنویس گاتاها[۷۵]
- باغ موزه دفاع مقدس: شامل باغ زیبا، گلزار شهدای گمنام، و موزه آثار و اسناد مربوط به جنگ ایران و عراق و ادوات نظامی، متعلق به سپاه پاسداران انقلاب اسلامی[۷۴]
- موزهٔ ذوالفقار: بزرگ‌ترین موزه ادوات نظامی قدیمی ایران و جزو ده موزه نظامی برتر جهان، متعلق به ارتش جمهوری اسلامی ایران[۷۴][۷۶]
- موزه نفت سوزها واقع در عمارت تاریخی کنسولگری سابق انگلیس
- موزهٔ مطبوعات: اولین و تنها موزه مطبوعات ایران مربوط به دورهٔ قاجاریه[۷۴][۷۷]
- موزهٔ سکه: واقع در ضلع شمالی میدان گنجعلیخان، شامل سکه‌های کشف یا ضرب شده در شهر کرمان از دورهٔ هخامنشیان تا معاصر[۴]
- موزهٔ مردم‌شناسی: واقع در حمام گنجعلیخان، شامل مجسمه‌های مومی زیبا در جاهای مختلف حمام که افرادی از طبقات مختلف جامعه قدیمی شهر کرمان  ازجمله خوانین، روحانیون، پیشه وران و مردم عادی را نشان می‌دهند.[۷۴]
- موزهٔ سنگ: واقع در گنبد جبلیه، شامل آثار سنگی باستانی  ازجمله قدیمی‌ترین پرچم سنگی جهان[۶۶]
- موزهٔ شهید باهنر: واقع در منزل شهید دکتر محمدجواد باهنر[۷۴]
- موزهٔ ساعت: این موزه در محله (خیابان) زریسف واقع شده‌است.[۷۸][۷۹]
- موزه پزشکی[۸۰]
- موزه فرش
- موزه بزرگ شهر[۸۱]
- موزه آکواریوم و تاریخ طبیعی و تاکسیدرمی کرمان:این موزه در پارک شهید مطهری کرمان واقع شده‌است.[۸۲]
- موزه پلیس: این موزه در ساختمان دفتر تحقیقات کاربردی پلیس واقع در چهارراه فرهنگیان قرار دارد.[۸۳]
- اکونوموزه بانو بی‌بی‌حیاتی
- موزه صوت و تصویر کرمان: این موزه، بزرگ‌ترین موزه صوت و تصویر ایران به‌شمار می‌رود.[۸۴]

### سرانه فضای سبز
سرانه فضای سبز شهر کرمان ۱۸ مترمربع به ازای هر نفر است که بالاتر از متوسط کشوری است. در شهر کرمان ۱۸۲ پارک وجود دارد.

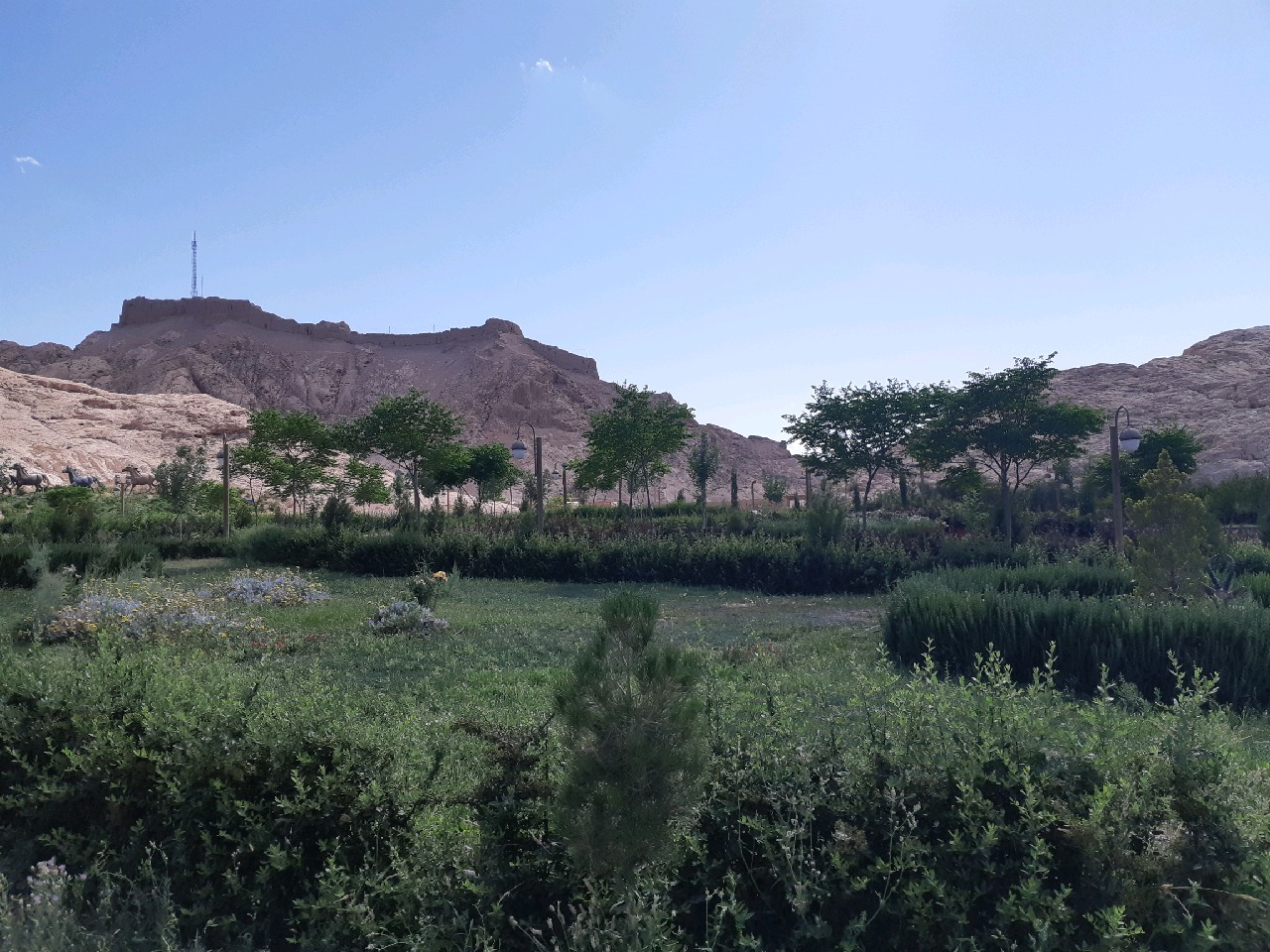
پارک قلعه دختر در شهرکرمان

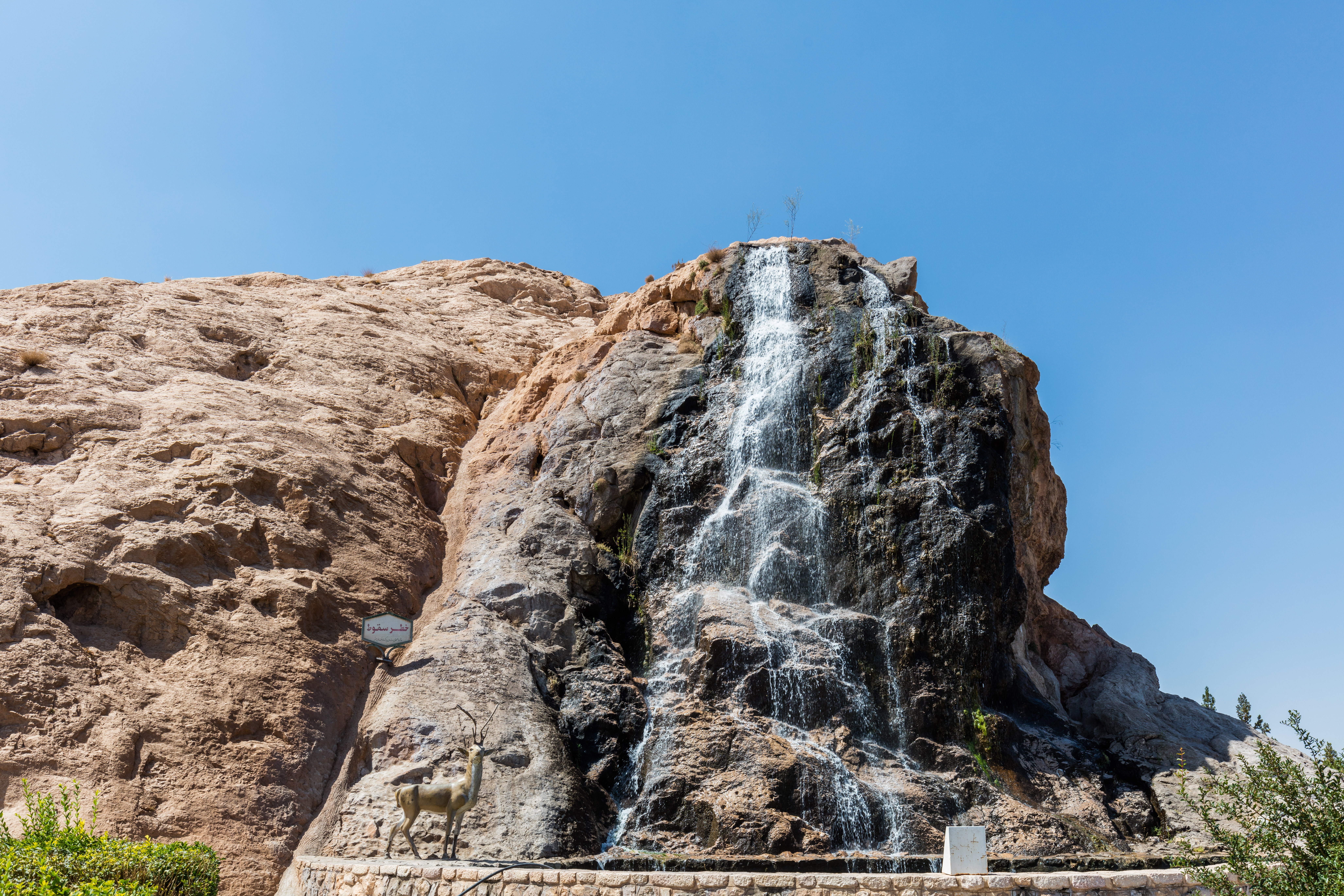
پارک پدر

### مراکز تفریحی
- پردیسان جنگلی قائم: بزرگ‌ترین جنگل دست کاشت ایران، با وسعت بیش از ۳۰۰ هکتار، شامل جاذبه‌های طبیعی (جنگل، کوهستان، آبشار و رودخانه)، جاذبه‌های مذهبی (مسجد مقدس صاحب الزمان و گلزار شهدا)، جاذبه‌های تاریخی (گنبد جبلیه و تخت درگاه قلی بیگ) و مراکز تفریحی (پیست کارتینگ، پیست موتور کراس، دیواره‌های طبیعی صخره‌نوردی، مسیر دوچرخه سواری و اسکیت و شهربازی)، قهوه‌خانه، کافی شاپ و رستوران.[۸۷]
- شهربازی بزرگ کرمان: این شهربازی ۸ هکتار مساحت دارد[۸۸]و در ابتدای بلوار ۲۲ بهمن و در کنار زیرگذر پژوهش و بزرگراه امام خمینی قرار گرفته‌است.
- پارک جنگلی شهید باهنر: دومین پارک جنگلی بزرگ شهر کرمان که روزهای زوج هفته مخصوص بانوان است.[۸۹][۹۰]

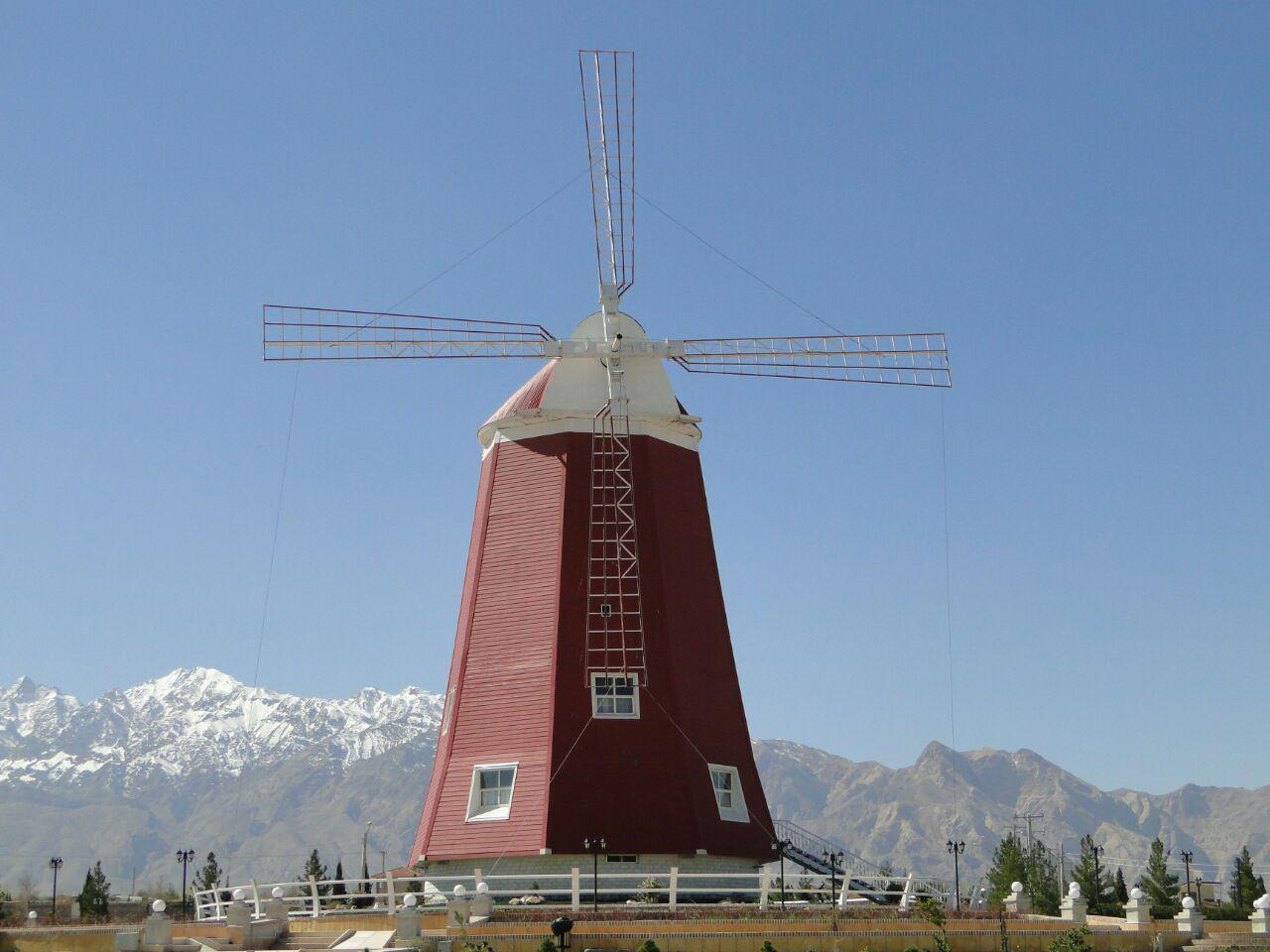
نمای آسیاب بادی در روز، هفت باغ

- آسیاب بادی کرمان:[۹۱] [عدم مطابقت با منبع]مجموعه توریستی، رستورانی آسیاب بادی کرمان بزرگ‌ترین سازه آسیاب بادی در خاورمیانه است[نیازمند منبع] که کاربری تشریفاتی دارد. ساختمان این رستوران، کافی شاپ یکی از منحصر به فردترین سازه‌های طراحی و اجرا شده در ایران است که سازه بیرونی‌اش با ارتفاع ۲۶ متر و قطر ۱۲ متر به سبک آسیاب بادی‌های هلندی ساخته شده و در داخل شامل ۲ طبقه سالن پذیرایی و یک طبقه آشپزخانه و تأسیسات است. رستوران آسیاب بادی در کیلومتر ۲۰ محور گردشگری هفت باغ علوی (کرمان به سمت ماهان) قرار گرفته‌است.
- پیست اسکی سیرچ: تنها پیست اسکی جنوب شرق ایران[۹۲]
- تله کابین کرمان و بام کرمان ( درحال احداث)[۹۳]
- فرودگاه تفریحی کرمان: دومین فرودگاه تفریحی کشور، شامل باند هواپیمای فوق سبک، آشیانه‌های تعمیرات و نگهداری، پارک هوانوردی، پارک هوا فضا، پارک شهدای خلبان، سایت ورزش‌های هوایی، کافی شاپ و رستوران.[۹۴]
- پیست کارتینگ[۹۵][۹۶]
- پیست موتور کراس[۹۷]
- بوستان شهید مطهری
- بوستان شورا (پارامونت)
- بوستان مادر
- شهربازی سرپوشیده پارک مادر[۹۸]
- بوستان ریاضیات[۹۹]
- بوستان پدر[۱۰۰]

## هتل‌ها
- هتل بین‌المللی پارس کرمان★★★★★[۱۰۱]
- هتل سنتی کاروانیکا (کاروانسرای وکیل کرمان)★★★★
- هتل سبز (۵ ستاره-درحال احداث در بزرگراه هفت باغ)★★★★★
- هتل جهانگردی کرمان★★★★[۱۰۱]
- هتل هیوا★★★★
- هتل گواشیر★★★[۱۰۱]
- هتل پویا★★★
- هتل هزار★★★[۱۰۱]
- هتل مهوا★★★
- هتل آسام★★★
- هتل ایرانگردی★★★
- هتل اخوان★★[۱۰۱]
- هتل کرمانیا★★
- هتل جهانگردی۲ ★★
- هتل امین★★[۱۰۱]
- هتل کرمان★★[۱۰۱]
- هتل ناز★★[۱۰۱]
- هتل صحرا★[۱۰۱]
- هتل ملکوتی★
- هتل آسمان★[۱۰۱]
- هتل آپارتمان هیوا(هیوا ۲)★
- هتل آپارتمان هزارویکشب
- هتل آپارتمان آبان
- هتل آپارتمان پدر
- هتل ملل
- هتل بوتیک کلیاس
- هتل سنتی شهباز

## هنر و صنایع دستی

### هنر
کرمان یکی از خاستگاه‌های هنر در ایران و حتی جهان است. قالی کرمان، پته دوزی، مسگری و سایر هنرها کرمان را به یک گنجینه هنری در ایران تبدیل کرده‌است.

### فرش کرمان

فرش دستباف کرمان

فرش کرمان که از قدمت بالایی برخوردار است، چند دوره تاریخی را پشت سرگذاشته‌است.
1. دوره نخست یا عصر ترمه: این دوره هم‌زمان با زوال شال‌بافی در کرمان است. در این زمان بازرگانان تبریز برای حفظ قالیبافی در نقاطی مانند هریس، تبریز، مشهد، اراک و کاشان کارگاه‌های قالیبافی دایر کردند و در برخی نقاط به قالیبافان محلی سفارش‌هایی دادند و در نقاطی مانند کرمان به خرید قالی پرداختند که این کار موجب گسترش قالیبافی در کرمان شد. طراحان قالی در کرمان در این موج تازه گسترش قالیبافی، طرح‌هایی براساس نقشه شال‌های کرمان یعنی نگاره‌های بته جقه و کاربردهای گوناگون آن تهیه می‌کردند. کاربرد نام عصر ترمه به خاطر الهام گرفتن از همین شال‌های ترمه است.
2. عصر بازگشت: این دوره در واقع دوره بازگشت به نقوش سنتی است. با پایان یافتن جنگ جهانی اول و تغییر سلیقه بازار در آمریکا، تغییر اساسی در طرح‌های کرمان به وجود آمد و نقش و نگاره‌های صفوی مورد تقلید هنرمندان کرمان قرار گرفت. نقشه‌های اسلیمی و گل‌های شاه عباسی و نقش‌های قاب قرآنی و ترنج و لچک‌های انبوه رایج شد. در اواخر این دوره باز هم بعلت بحران اقتصادی در آمریکا و توقف خریدها و سفارش‌ها، شاهد تمایل طراحان به نقوش قبلی هستیم.
3. عصر گوبلن: وجه تسمیه این دوره بخاطر تأثیر گرفتن نقوش قالی‌ها از طرح‌های فرانسوی به نام گوبلن است، در واقع می‌توان گفت طرح‌های قالی در این دوره اصالت خود را از دست می‌دهند. نقش‌های اوبوسن و ساونری که همگی گوبلن خوانده می‌شوند، یکسر از فرانسه می‌رسید و بر دست نقاشان کرمانی باسمه برداری می‌شد و به کارگاه می‌رفت شاید بتوان گفت که در همین دوره‌است که موتیفی به نام گل فرنگ وارد قالی‌های ایران می‌شود.

به‌طور کلی آنچه موجب شهرت طرح‌ها و نقوش کرمان شده‌است، استفاده از موتیف‌های بسیار ریز که به صورت گسترده در زمینه قالی پخش شده‌اند و یک طرح پرکار را به وجود آورده‌اند. نکته قابل ذکر دیگر این است که طراحان کرمانی از نقوش گل و برگ و درخت استفاده کرده و می‌کنند. شرکت سهامی فرش کرمان نیز با بیش از ۶۰ سال سابقه از قدیمی‌ترین تولیدکنندگان فرش‌های اصیل کرمان است.  ازجمله طرح‌های معروفی که در کارگاه‌های قالیبافی کرمان بافته می‌شود به طرح‌هایی چون سبزیکار، طرح‌های تصویری و افشان می‌توان اشاره کرد که بهترین طرح‌های سبزیکار اغلب در حوزه قالیبافی راور بافته می‌شود و مهم‌ترین آن‌ها عبارتند از: طرح حافظ، لیلی و مجنون، خیام و منظره. طرح‌های افشان به ویژه افشان شاه‌عباسی که شاید برترین آن‌ها در دوره معاصر، حاصل دست توانای طراحان خاندان شاهرخی بوده‌است و نیز نقوش قاب قرآنی، انواع درختی، گلدانی تلفیقی از دیگر طرح‌های معروف کرمان است و انواع گل فرنگ طرح‌های گوبلنی در اوایل سده سیزدهم هجری شمسی بخش مهمی از طرح‌های منطقه کرمان را به خود اختصاص داد که برگرفته از هنرهای تزئینی غیرایرانی بود و طرح‌های شکارگاه، بازوبندی، خشتی و لوزی خاتم از دیگر طرح‌های این منطقه هستند.
در مورد طرح‌های رایج امروزی در کرمان نویسندگان کتاب‌های مقدمه‌ای بر شناخت قالی ایران و فرشنامه ایران معتقدند که این طرح‌ها عبارتند از: طرح‌های خوشه انگوری، سبزیکار چمنی، گلدانی و درختی، ستونی ۳۳ پل، برگ چغندری، قاب قرآنی، بته جقه‌ای، لچک ترنج کف ساده و همچنین نقشه‌های گل فرنگ و گوبلن یا نقشه‌های شکارگاه و افشان، بازوبندی، خشتی. به‌طور کلی قالی‌های کرمان را می‌توان به دو گروه شهری‌باف و عشایری‌باف تقسیم کرد که شهر کرمان مهم‌ترین مرکز عرضه قالی‌های شهری باف و سیرجان مهم‌ترین مرکز عرضه فرش‌های عشایری هستند.

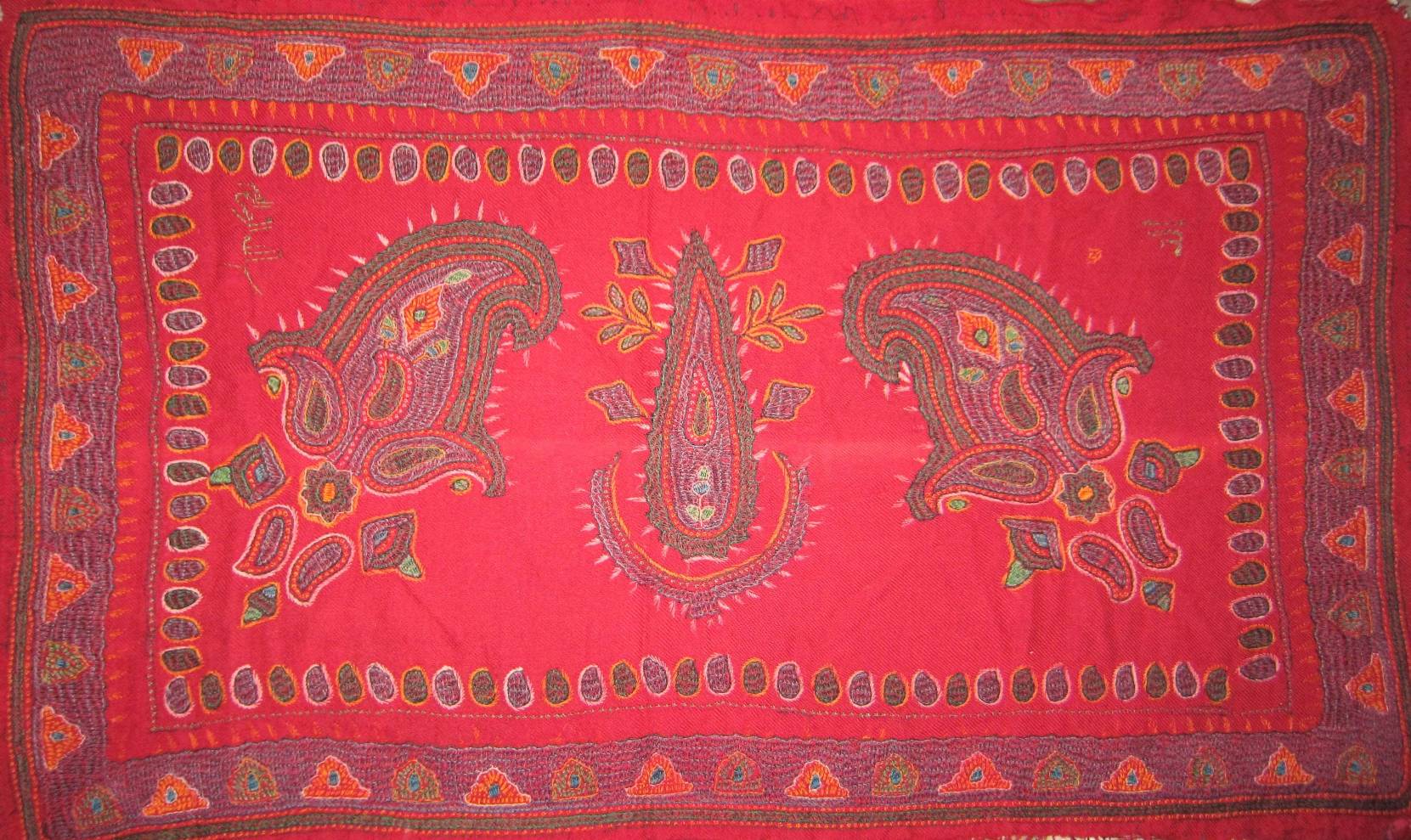
پته کرمان

### پته
پته دوزی نوعی از رودوزی‌های ایرانی است که طی آن تمام سطح پارچه بوسیلهٔ بخیه‌های نخی و رنگین پوشیده می‌شود و هنرمندانی که اکثراً نیز از زنان و دختران خانه‌دار هستند با کمک سوزن نقوشی ذهنی را که الهام گرفته از پندارها و بینشهای شخصی شان است بر زمینهٔ پارچهٔ پشمی ضخیمی به نام «عریض» می‌نشانند.
منبت کاری
هنر معرق روی چوب یکی از رشته‌های پر پیشینه صنایع‌دستی است که به نسبت سایر صنایع دارای قدمت بیشتری است این هنر صنعت که ابتدا تلفیقی از چوب و فلز بود، به کمک ذوق و اندیشه معرق سازان هنرمند ایرانی تغییر شکل داد و صنعتگران کشورمان به‌جای یک نوع چوب که معمولاً متن اصلی دست‌ساخته‌ها را تشکیل می‌داد به استفاده از انواع چوب بارنگ‌های مختلف پرداختند این هنر در بیشتر شهرهای استان کرمان رواج دارد.

### گبر دوزی یا زرتشت دوزی
قدمت این هنر به ایران باستان بازمی‌گردد. به همین دلیل است که آن را «زرتشت دوزی» هم نامیده‌اند. در گبر دوزی، اغلب از رنگ‌های روشن و دل‌انگیزی چون سبز، سرخ و سفید استفاده می‌کنند. طرح‌هایی که در این هنر به کار می‌رود، اغلب درختان سرو، گل‌های میخک، هدهد، مرغ، خروس و اشکال هندسی هستند.
قلم‌زنی روی مس
قلم‌زنی هنر کندن نقوش بر اشیاء فلزی است. این هنر همواره با سبک ایرانی ملازمت داشته و نقوش آن گل‌وبته‌های اسلیمی و ختایی بوده‌است. در کندن فلز از قلم فولادی و چکش مناسب با آن استفاده می‌شود.  درحال حاضر بیشتر بر روی مس و برنج قلم‌زنی می‌شود و استان کرمان یکی از اصلی‌ترین مراکز قلم‌زنی ایران است.
نقشه‌کشی فرش
قالی و کلیم ایرانی هنوز جزء اشیاء نفیس و گران‌بها محسوب می‌شود و زینت‌بخش بناهای مجلل کشورهای دنیا هستند. از علل که باعث شهرت قالی و گلیم‌های کرمان شده نقشه‌های بی‌مانند و متنوع آن می‌باشد که به‌وسیله نقاشان باذوق و زبردست سده‌ها متمادی طراحی و رنگ‌آمیزی شده‌است. از طرح‌ها و نقشه‌های مهم استان می‌توان به طرح موسی خانی، سبزی‌کار، سرام، قاب قرآنی، ستونی، نسترنی و … اشاره نمود.

### ظروف مسی

بادیه مسی کار مسگران کرمانی متعلق به دوران قاجاریه با نقش و خط. عکس: علی اکبر عبدالرشیدی

کرمان یکی از معروفترین شهرها در زمینه مسگری است و صنایع دستی مس از صنایع دستی مهم کرمان محسوب می‌شود.

## خیابان‌ها و معابر مهم شهر

### روگذرها وزیرگذرها
- تونل و زیرگذر بزرگ آزادی
- پل روگذر شهدای غدیر
- پل روگذر ولایت(خورشید)
- پل روگذر کوثر
- پل روگذر ایثار
- پل روگذر معلم
- پل روگذر دانش (جوپاری)
- پل روگذر فجر (شهاب)
- پل روگذر ۹ دی (احمدی)
- پل روگذر بهشتی (سیدی)
- زیرگذر میدان پژوهش
- پل روگذر ولیعصر (باغ ملی)
- زیرگذر جبلیه
- زیرگذر شهید باقدرت جوپاری
- تقاطع سه سطحی شهید الله دادی (ابوذر)
- تقاطع چهار سطحی شهید بادپا (راه‌آهن)
- پل روگذر سربازان گمنام امام زمان (امیرکبیر)
- پل شهدای خلبان(هوانیروز)
- پل سردار شهید یونس زنگی آبادی(شرف آباد)
- پل‌های روگذر اول و دوم حجاج
- تقاطع غیرهمسطح سه راه سیلو(درحال ساخت)

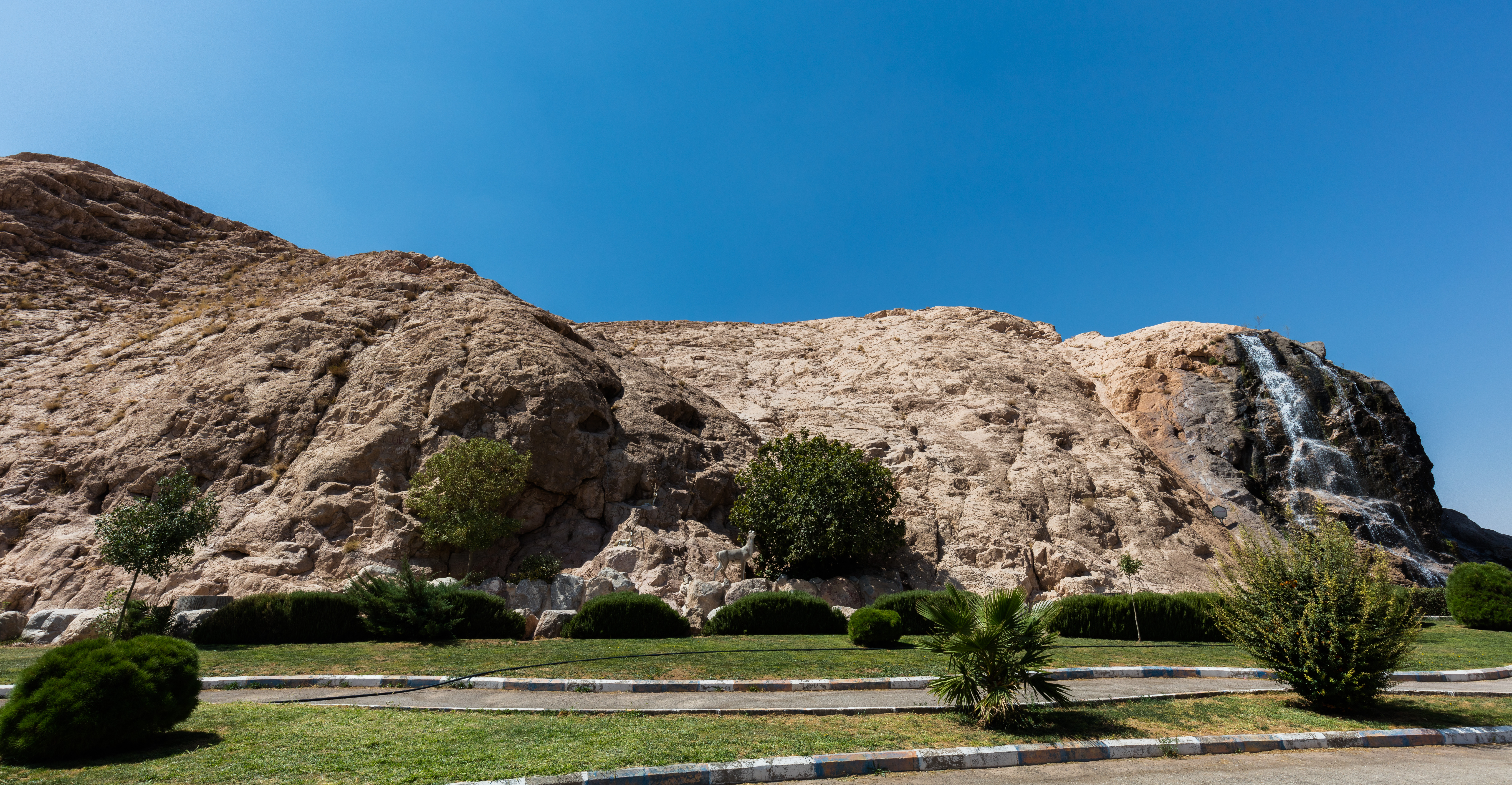
پارک پدر

### خیابان‌ها و بلوارها
زریسف (شهدا)، شریعتی، بلوار (جمهوری اسلامی)، استقلال (۴ آبان)، بهمنیار، هزار و یک شب، شفا، حمزه، خواجو، خورشید (رجایی)، ۲۴ آذر، ابوذر، هوانیروز، سرباز، شهاب (مصطفی خمینی)، اقبال (نامجو)، منتظری (جهاد)، احمدی (مطهری)، ۱۷ شهریور، ناصریه (باهنر)، مهدیه، سده، مدیریت (زرتشت)، پارادیس (عباسپور)، جاده تهران (صدوقی)، ابوحامد، شاه (شاه نعمت اله ولی)، شیراز، باقدرت، پروین اعتصامی، آسیاباد، ترمینال (قدس)، سلسبیل (دستغیب)، حکیم، حافظ، مولوی، فردوسی، امام (۶ بهمن)، آبنوس، میرزا آقاخان، کارگر، سعدی، ایرانشهر (برزو آمیغی).

### بزرگراه‌های شهری
کرمان از شهرهایی است که بزرگراه‌های متعددی در آن احداث شده‌است تا از بار ترافیک درون شهر کاسته شود. البته تا حدودی مؤثر بوده‌اند اما با این وجود همچنان ترافیک شهری کرمان در برخی ساعات بالا است.
- بزرگراه یادگار امام
- بزرگراه امام رضا
- بزرگراه امام خمینی
- بزرگراه خامنه‌ای
- بزرگراه هاشمی رفسنجانی
- بزرگراه ابومهدی المهندس
- بزرگراه گردشگری هفت باغ

## زیرساخت‌های فرهنگی

### مراکز فرهنگی شاخص
- گلزار بزرگ شهدای کرمان: گلزار شهدای کرمان که در ناحیه کوهپایه‌ای شهر کرمان و در کنارکوه‌های مسجد صاحب الزمان قرار گرفته‌است، محل مزار شهدای کرمان و همچنین قاسم سلیمانی است.
- مصلی بزرگ امام علی
- حسینیه بیت الزهرا
- مسجد جامع کرمان
- مسجد امام (ملک)
- تالار بزرگ کرمان

### رسانه‌های مجازی و نوشتاری
- صفحه گردشگری و اجتماعی استان کرمان
- پایگاه اطلاع‌رسانی آرمان کرمان
- پایگاه خبری کرمان نو
- پایگاه خبری و اطلاع‌رسانی طلوع کرمان[۱۰۶]
- کویر تی وی
- ماهان تی وی
- رکانت
- پایگاه اطلاع‌رسانی بوتیا
- هفته نامه تجارت شرقی
- روزنامه پیام ما
- روزنامه کرمان امروز
- روزنامه حدیث کرمان
- روزنامه واقعه
- هفته نامه صدای تاک[۱۰۷]
- روزنامه سفیر کرمان
- هفته نامه مهر کریمان
- فصلنامه ادبی خوانش[۱۰۸]
- نشریه بیداری کرمان[۱۰۹]

### سینماها و سالن‌های نمایش
- پردیس سینمایی نور (درحال ساخت)[۱۱۰]
- شهر تماشا (پارامونت)
- آسیا
- مهتاب
- درخشان
- تماشاخانه پارس

### نگارخانه‌ها
- نگارخانه فریاد
- نگارخانه صورتگر
- نگارخانه مهر
- نگارخانه بهشت
- نگارخانه هومهر

### فرهنگسراها
برخی فرهنگسراهای کرمان:
- فرهنگسرای دفاع مقدس
- فرهنگسرای کوثر
- فرهنگسرای جان جهان: توکل آباد
- خانه فرهنگ بوعلی
- خانه شهروند بهار
- خانه فرهنگ بهشت: فیروزآباد[۱۱۱]
- خانه فرهنگ قمر بنی هاشم
- خانه فرهنگ ادب
- فرهنگسرای خواجه اتابک[۱۱۲]

### کتابخانه‌ها

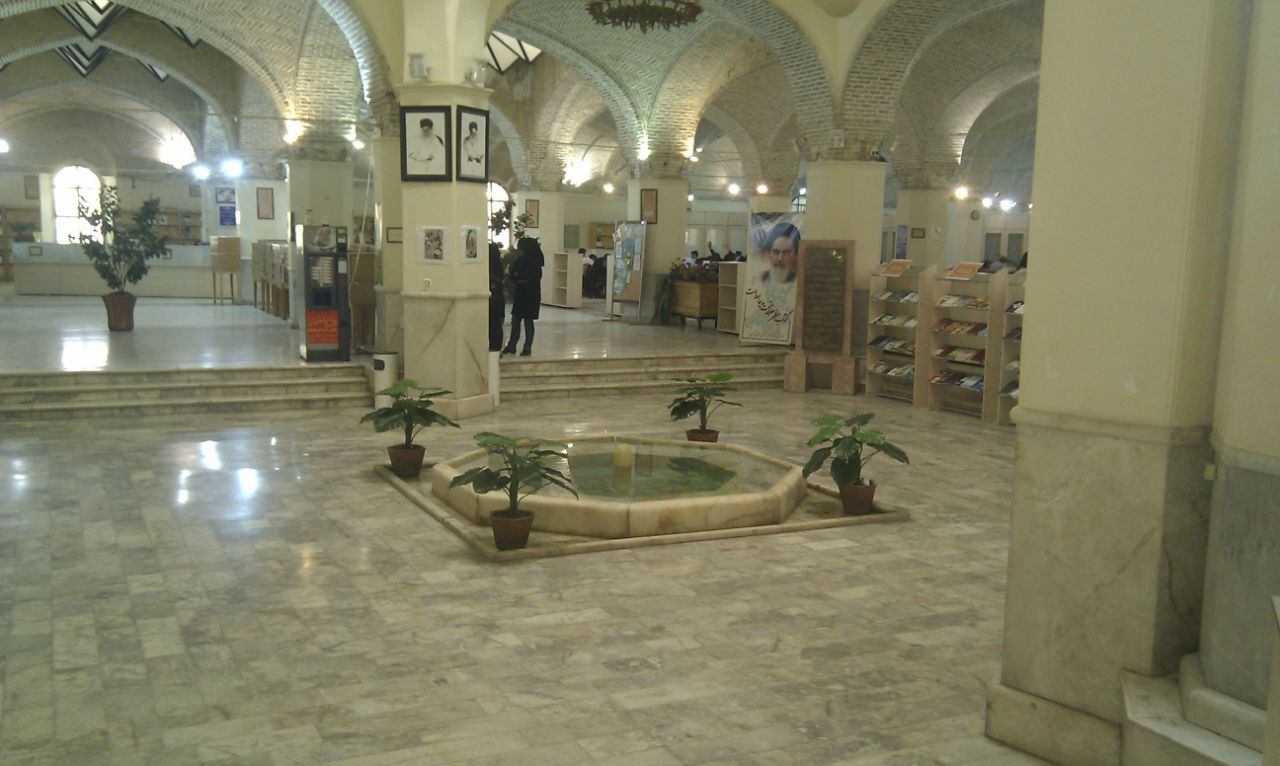
فضای داخلی کتابخانه ملی کرمان

شهر کرمان دارای ۲۰ کتابخانه است به نام‌های: کتابخانه ملی کرمان، شهید مفتح، شهید بهشتی، شهید باهنر، شهید مطهری، کتابخانه مسجد جامع کرمان، کتابخانه مرحوم ابوالقاسم هرندی کرمان، کتابخانه مروه، کتابخانه تخصصی علوم قرآنی، کتابخانه تخصصی پژوهش‌های فرهنگی و هنری، کتابخانه یزدانی فرد و کتابخانه امام.

## وضعیت بین‌المللی

### شهرهای خواهر خوانده
| کشور     | شهر خواهرخوانده |
| -------- | --------------- |
| روسیه    | نیژنی نووگورود  |
| ارمنستان | آرماویر         |
| اندونزی  | باندونگ (بزودی) |
| لبنان    | بعلبک (بزودی)   |
| عراق     | بصره (بزودی)    |
| چین      | شانگهای (بزودی) |

### نمایشگاه بین‌المللی جنوب‌شرق
کرمان قطب نمایشگاهی جنوب‌شرق کشور است و این مکان نمایشگاهی در بزرگراه هاشمی رفسنجانی قرار دارد.

## ترابری

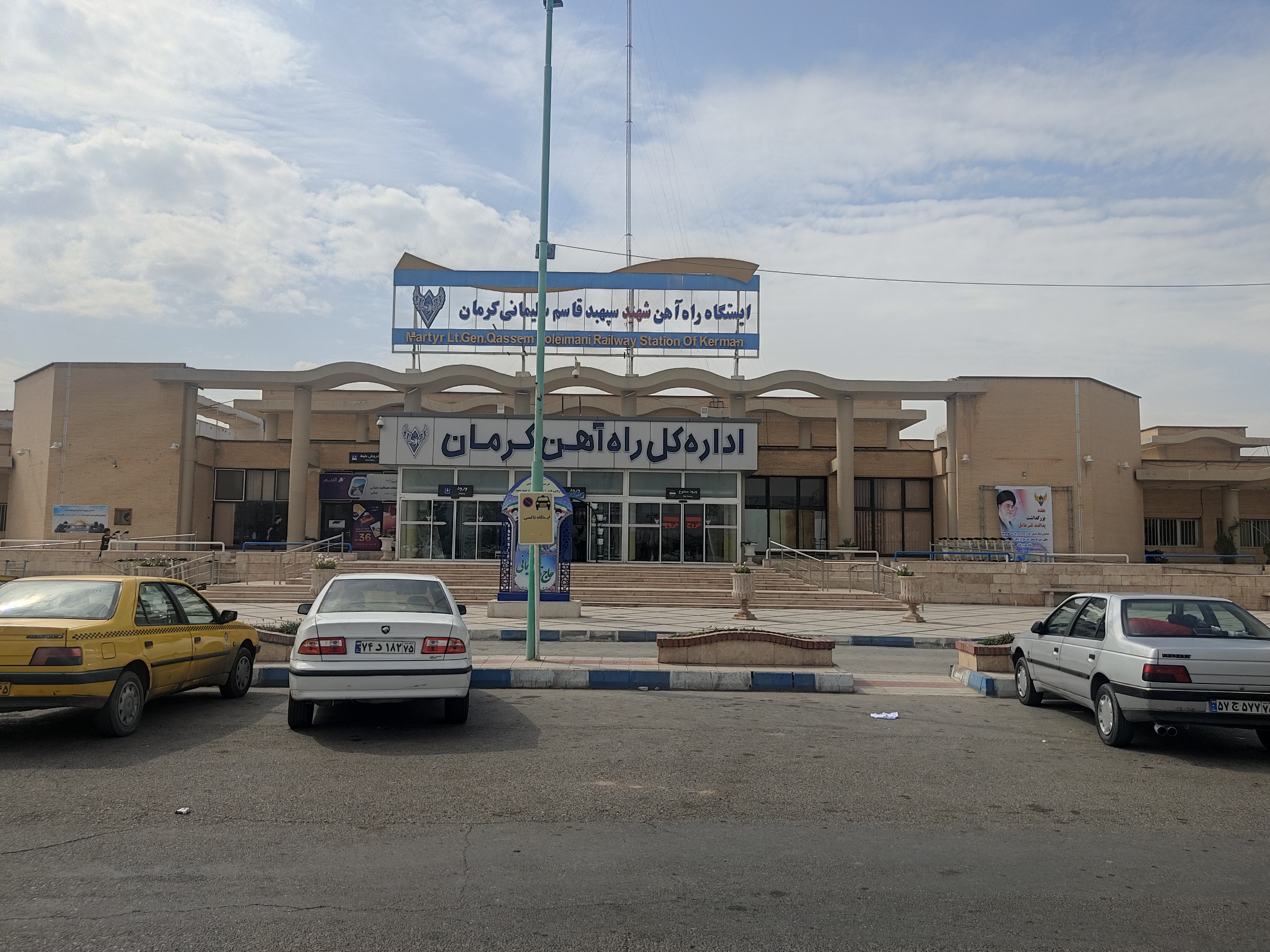
ایستگاه راه‌آهن کرمان

کلانشهر کرمان به عنوان مرکز سیاسی، فرهنگی و صنعتی منطقه جنوب شرق قرار دارد و از این نظر اهمیت بسیاری در ترابری منطقه دارد.

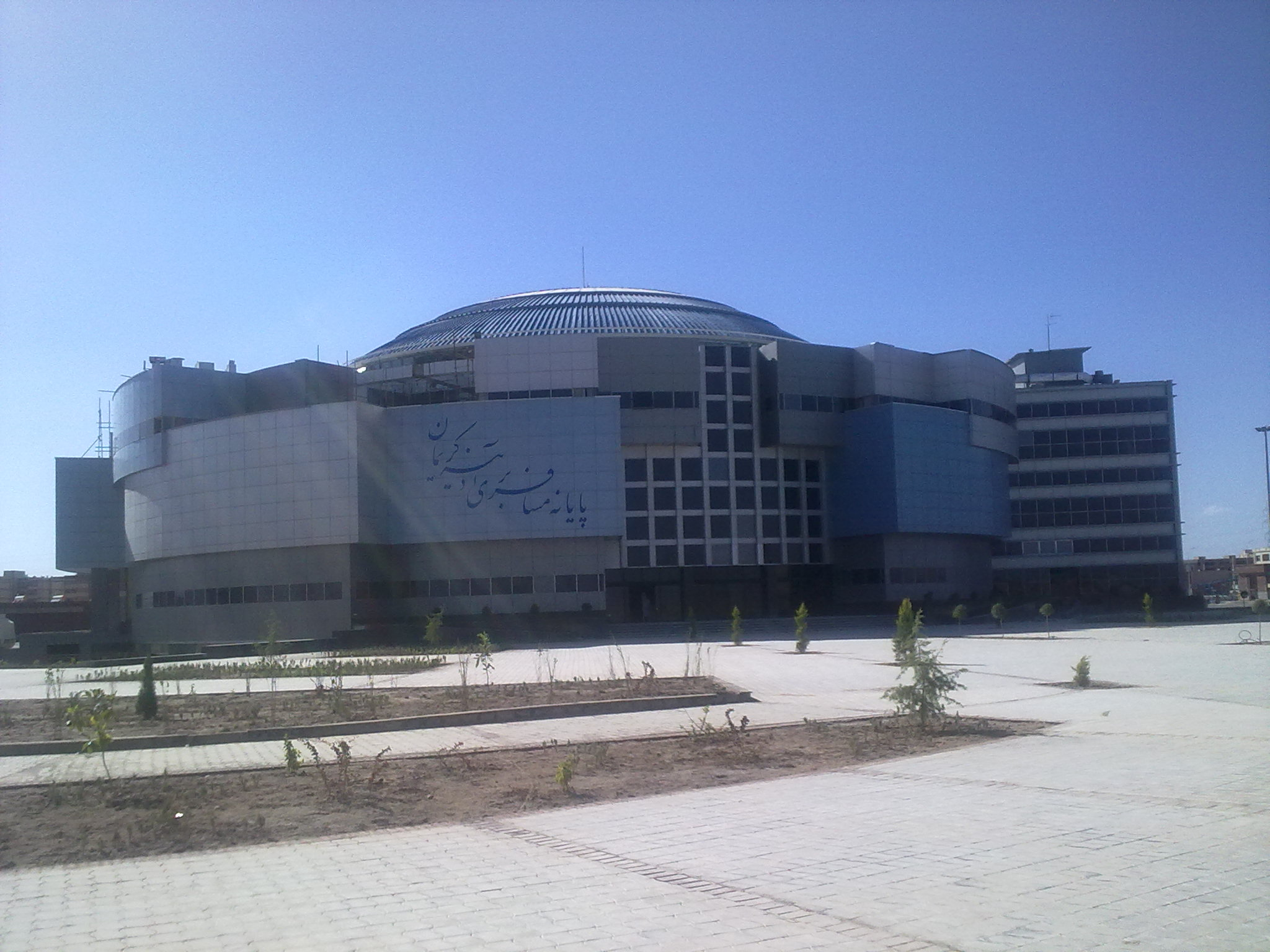
پایانه مسافربری آدینهٔ کریمان

### شهری
در شهر کرمان پل‌های روگذر و زیرگذر بسیاری وجود دارد و این پل‌ها به کاهش ترافیک در برخی از نواحی این شهر کمک بسیاری کرده‌است.
کلانشهر کرمان دارای خطوط اتوبوسرانی و تاکسیرانی فعال و پرتردد است. تعداد اتوبوس‌های خط واحد کرمان به بیش از ۳۰۰ دستگاه رسیده‌است. کرمان همچنین یکی از معدود شهرهایی است که طرح کارت الکترونیکی اتوبوس را به صورت جدی پیاده‌سازی کرده‌است و در این زمینه به شکلی مؤثر فرهنگ‌سازی شده‌است.

### قطارشهری کرمان (متروی کرمان)
احداث قطار شهری کرمان به تصویب شورای شهر کرمان رسیده‌است و در صورت تصویب در مراجع قانونی بالادست و نیز تأمین اعتبارات لازم، ساخت آن در سال‌های آینده آغاز خواهد شد. تعداد خطوط، مسیر و ابتدا و انتهای هر خط، نوع سامانه، ظرفیت، سرعت تجاری، طول، تعداد و موقعیت ایستگاه‌ها و سایر ویژگی‌ها پس از تصویب نهایی مشخص خواهد شد. با این حال محتمل‌ترین گزینه، خط شرقی - غربی، از ورزشگاه امام علی، واقع در انتهای غربی بلوار جمهوری و در نزدیک فرودگاه بین‌المللی کرمان، تا میدان شهدا (فلکه مشتاقیه) است. بنابر اظهار شهردار کرمان، سامانه‌های مترو و قطار شهری (LRT) منتفی شده و تنها سامانه مورد نظر تراموا است.
در آبان ماه سال نود و چهار شهرداری کرمان از مترو به عنوان ترابری عمومی کرمان و در کنار آن تراموا خبر داد. همچنین با ایجاد سازمان قطارشهری کرمان و حومه موافقت شد.

### فرودگاه بین‌المللی آیت‌الله هاشمی رفسنجانی

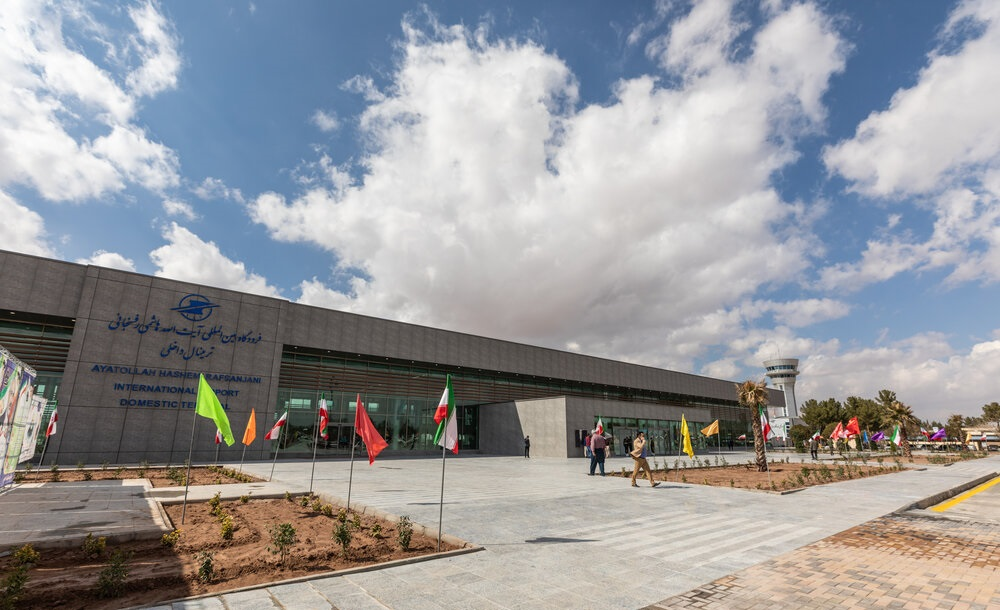
فرودگاه بین‌المللی هاشمی رفسنجانی کرمان

### شرکت هواپیماییماهان ایر
شرکت بین‌المللی هوایی ماهان ایر متعلق به کرمان است و از کرمان به دنیا معرفی شده‌است. پروازهای کرمان به اقصی نقاط ایران و جهان  درحال انجام است. این شرکت در سال ۱۹۹۲ میلادی در کرمان تأسیس شد.

### پایانه مسافربری
- پایانه مسافربری جدید کرمان که در خرداد ماه سال۱۳۹۲ افتتاح شده‌است. این پایانه با نام آدینه کریمان در شهر کرمان و در سه طبقه ساخته شده و مجهز به هتل و امکانات جانبی نیز هست و بزرگ‌ترین و مدرن‌ترین پایانه مسافربری جنوب شرق ایران ویکی از بزرگ‌ترین‌ها در کشور است.

### راه‌آهن
ایستگاه راه‌آهن کرمان در سال ۱۳۵۶ افتناح شده‌است. همزمان با آغاز ساخت یکی از بزرگ‌ترین کارخانه‌های فولاد در شهر بافت عملیات مطالعاتی ساخت راه‌آهن سیرجان بافت آغاز شده و همچنین با وصل راه‌آهن سیرجان بافت به کرمان سیرجان بیش از پیش از موقعیت صنعتی و اقتصادی برخوردار خواهد شد. همچنین با وصل خط راه‌آهن سیرجان شیراز سیرجان به به همراه کرمان چهار راه بزرگ ترانزیتی ریلی خواهند شد که علاوه بر رشد صنعتی قابل توجه اشتغال زایی بی‌نظیری خواهد داشت

### مسیرهای اصلی دسترسی به شهر کرمان
- ورودی از سمت سیرجان، شیراز و بندرعباس
- ورودی از سمت رفسنجان، تهران، یزد و اصفهان
- ورودی از سمت بم، زاهدان
- ورودی از سمت زرند و راور و مشهد
- ورودی از سمت جوپار، بافت و بندرعباس
- ورودی از سمت بندرعباس، رودان، کهنوج، جیرفت و راین
- ورودی از سمت ماهان (هفت باغ علوی)

## فاصله کرمان تا سایر شهرها
| شهر مقصد | فاصله (کیلومتر) |
| -------- | --------------- |
| اصفهان   | ۶۶۲ کیلومتر     |
| اهواز    | ۱۰۹۰ کیلومتر    |
| اراک     | ۹۴۳ کیلومتر     |
| ارومیه   | ۱۶۵۰ کیلومتر    |
| بابل     | ۱۱۳۰ کیلومتر    |
| بندرعباس | ۴۹۴ کیلومتر     |
| تبریز    | ۱۵۵۴ کیلومتر    |
| تهران    | ۹۶۵ کیلومتر     |
| رشت      | ۱۲۷۶ کیلومتر    |
| زاهدان   | ۵۰۲ کیلومتر     |
| شیراز    | ۵۴۸ کیلومتر     |
| قم       | ۸۴۵ کیلومتر     |
| کرمانشاه | ۱۲۸۳ کیلومتر    |
| مشهد     | ۹۱۰ کیلومتر     |
| همدان    | ۱۱۲۵ کیلومتر    |
| یزد      | ۳۴۵ کیلومتر     |

## کرمان آینده
کلانشهر کرمان یکی از شهرهای  درحال توسعه و با رشد سریع در ایران است و در سال‌های اخیر عملاً به عنوان مرکزیت جنوب شرق ایران شناخته شده و سالانه شاهد مهاجرت به خود است به‌طوری‌که طی سال‌های ۸۵ تا ۹۰ حدود ۱۰۰ هزار نفر به کرمان مهاجرت کردند. در کلانشهر کرمان هم‌اکنون طرح‌های بزرگ شهری با سرعت بالا  درحال اجراست.

## مهم‌ترین مشکلات شهری
- آب‌های زیر زمینی که باعث اختلال در توسعه عملیات عمرانی  ازجمله ساخت پل‌ها (تقاطع غیر همسطح) شده‌است.
- طرح فاضلاب کرمان که با کندی  درحال پیشرفت است و مشکلاتی را برای آسفالت خیابان‌ها و بزرگراه‌ها ایجاد نموده‌است.
- ترافیک سنگین و نیمه سنگین (در بعضی نقاط شهر) در ساعاتی از روز و شب، که  به‌دلیل موارد زیر است:

1. نبود سامانه ترابری مناسب مانند مترو
2. متناسب نبودن ظرفیت برخی خیابان‌ها با حجم انبوه و رو به رشد وسایل نقلیه به ویژه خودروها و همچنین وجود تقاطع‌ها و چهارراه‌های بسیار. (که البته که با ساخت پل‌های روگذر و زیر گذر در نقاط مختلف شهر رو به بهبود است)
3. وجود برخی ادارات، کارخانه‌ها و انبارها در مرکز شهر.

- حاشیه‌نشینی: عمدتاً  به‌دلیل مهاجرت بی‌رویه روستاییان و اهالی سایر شهرهای استان به مرکز استان رخ داده‌است.

## رسانه‌ها

### دیداری
- شبکه استانی کرمان:  درحال حاضر شبکه استانی کرمان به صورت بیست و چهار ساعته برنامه دارد.[۱۲۶]

### شنیداری
رادیو کرمان رسانه مهم استانی است که در شهر کرمان فعال است و علاوه برآن کلیه شبکه‌های رادیویی در شهر کرمان قابل دریافت هستند. از ابتدای دی‌ماه ۱۳۹۱ رادیوی مرکز کرمان ۲۴ ساعته شد.

## بهداشت و درمان
افراد زیادی از استان‌های مجاور  ازجمله هرمزگان و سیستان و بلوچستان برای درمان به شهر کرمان مراجعه می‌کنند. اخیراً نام کرمان در لیست ۱۰۰۰ شهر پاک دنیا نیز ثبت شده‌است.

### کرمان، از قطب‌های پیوند کبد و کلیه ایران
کرمان یکی از سه قطب پیوند اعضا در ایران است. عمل‌های سخت و فوق حرفه‌ای پیوند اعضا در کرمان که یکی از سخت‌ترین آن‌ها کبد است، به عنوان قطب پیوند کبد و کلیه کشور انجام می‌شود و بیماران بسیاری از شهرهای دیگر ایران مراحل مداوای خود را در کرمان سپری می‌کنند. بخش پیوند اعضای بیمارستان بزرگ افضلی پور کرمان یکی از مراکز مهم و حرفه‌ای پیوند اعضای ایران است.

## بیمارستان‌ها و مراکز درمانی مهم
- بیمارستان افضلی پور[۱۳۱]
- بیمارستان پیامبر اعظم[۱۳۲]
- بیمارستان شهید باهنر[۱۳۳]
- بیمارستان ارجمند
- بیمارستان راضیه فیروز
- بیمارستان شفا[۱۳۴]
- بیمارستان امام حسین
- بیمارستان قلب الزهرا
- بیمارستان چشم پزشکی خداداد مهرابی[۱۳۵]
- بیمارستان شهید بهشتی[۱۳۶]
- بیمارستان فاطمه زهرا (شهید کلاهدوز)[۱۳۷]
- بیمارستان سیدالشهدا
- بیمارستان مهرگان[۱۳۸]
- بیمارستان نوریه
- بیمارستان آرمین
- بیمارستان نیمه شعبان
- بیمارستان پارس (درحال احداث)
- بیمارستان پزشکی هسته ای (درحال احداث)[۱۳۹]
- مرکز پزشکی اطلس کلینیک
- کلینیک تخصصی و فوق‌تخصصی بعثت[۱۴۰]
- کلینیک جوادالائمه
- کلینیک شعبانیه
- مرکز پزشکی برج تاج

## دانشگاه‌ها و مراکز آموزش عالی

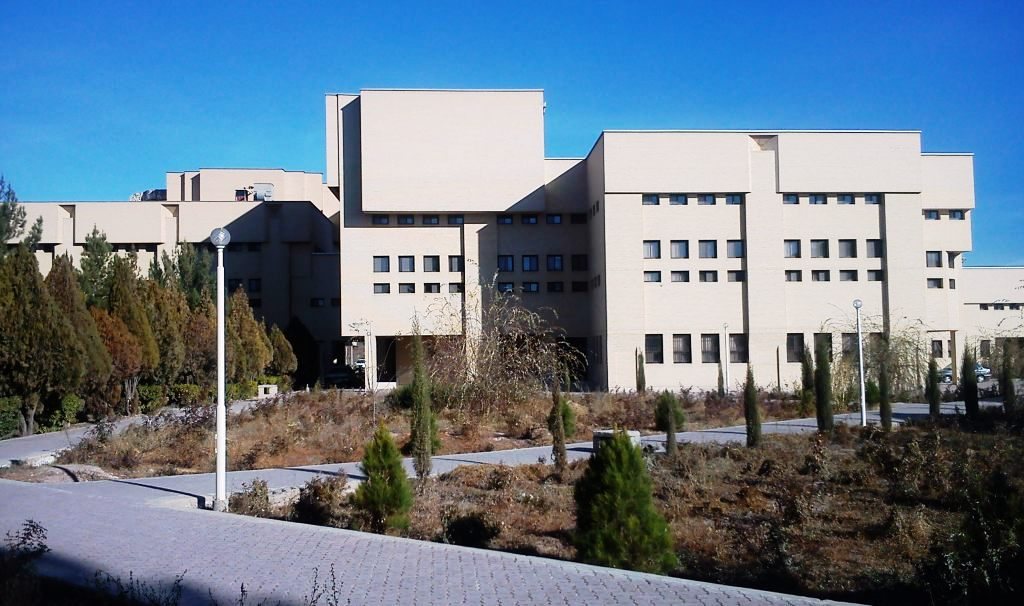
دانشکده ریاضیات و کامپیوتر دانشگاه شهیدباهنر کرمان

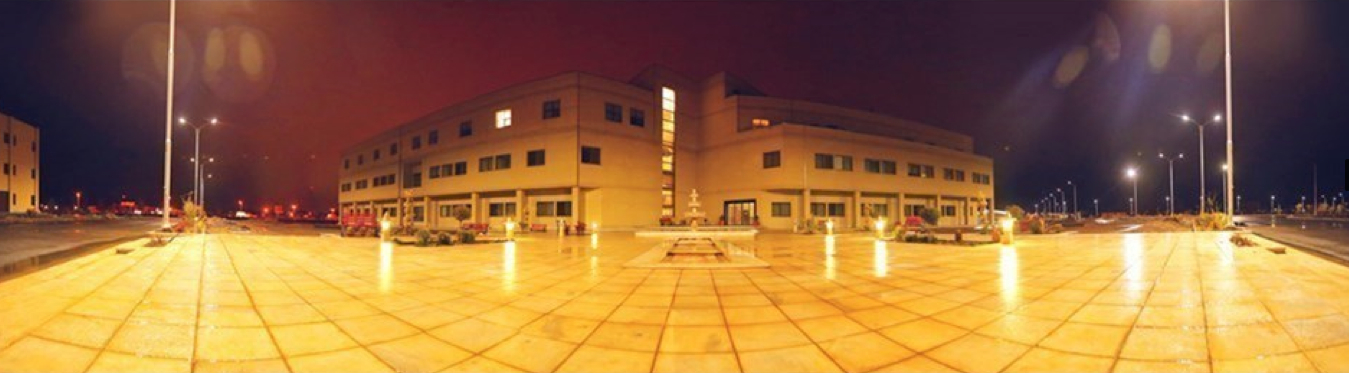
سازمان مرکزی دانشگاه

- دانشگاه شهید باهنر کرمان: از دانشگاه‌های مهم و برجسته ایران و قطب ریاضیات ایران[۱۴۱]
- دانشگاه علوم پزشکی کرمان: از دانشگاه‌های علوم پزشکی تیپ یک ایران، شامل دانشکده‌های: پزشکی، دندان پزشکی، داروسازی، پیراپزشکی، طب سنتی، بهداشت، پرستاری و مامایی، مدیریت و اطلاع‌رسانی[۱۴۲]
- مرکز آموزش خلبانی بوتیا وابسته به هواپیمایی ماهان
- دانشگاه تحصیلات تکمیلی صنعتی و فناوری پیشرفته کرمان
- دانشگاه آزاد اسلامی واحد کرمان
- دانشکده فنی شهید چمران کرمان
- دانشکده فنی شهید دادبین کرمان
- دانشگاه پیام نور کرمان
- مرکز آموزش علمی کاربردی بلدالامین
- دانشگاه فنی دخترانه حضرت فاطمه (س)
- دانشگاه بعثت
- دانشگاه عرفان

### مرکز بین‌المللی تکنولوژی و علوم پیشرفته کرمان
موقعیت خاص استان کرمان از نظر منابع انسانی متخصص، توان معدنی و کشاورزی، جاذبه‌های سیاحتی، اقتصادی متکی بر تولید را برای این منطقه به ارمغان آورده‌است. وجود دانشگاه‌ها و مراکز تحقیقاتی، صنایع مادر خصوصاً در زمینه صنعت و معدن و مراکز بزرگ کشاورزی و حضور نیروهای متخصص بسترساز مجموعه‌ای به نام مرکز بین‌المللی علوم و تکنولوژی پیشرفته و علوم محیطی شده‌است.
این مرکز در انتهای جاده هفت باغ علوی در محدوده‌ای به وسعت ۲۰۰۰ هکتار و در فاصله ۲۷ کیلومتری شهر کرمان و در جوار شهر تاریخی ماهان واقع گردیده‌است. سنگ بنای این مجموعه در پی تفاهم نامه بین وزیر وقت وزارت علوم، تحقیقات و فناوری و عبدالسلام فیزیکدان پاکستانی (رئیس وقت فرهنگستان علوم جهان سوم (گذاشته شده‌است. بر اساس ماده واحده مصوب سال ۱۳۷۵ مجلس شورای اسلامی این مجموعه تأسیس گردید و اساسنامه آن در سال ۱۳۷۷ به تصویب هیئت وزیران رسید.

## ورزش

### اماکن ورزشی
- ورزشگاه شهید باهنر[۱۴۴]
- ورزشگاه شهید رئیسی: ورزشگاه بزرگ ۳۰٬۰۰۰ نفری اختصاصی باشگاه مس کرمان
- ورزشگاه کیانی: واقع در محله فیروزآباد
- ورزشگاه سلیمی کیا (تختی سابق)
- مجموعه ورزشی امام علی
- پیست موتور کراس[۹۷]
- پیست اسکی سیرچ: این پیست که مهم‌ترین و تنها پیست اسکی جنوب شرق کشور است، در منطقه سیرچ در نزدیکی شهر کرمان واقع شده‌است و از نواحی مهم ورزش‌های زمستانی منطقه جنوب شرق کشور محسوب می‌شود.[۹۲]
- پیست سوارکاری الماس کویر کرمان
- پیست سوارکاری شبدیز
- پیست کارتینگ[۹۵][۹۶]
- پیست دوچرخه سواری
- سالن اختصاصی سنگنوردی
- پیست اسکیت: این پیست اسکیت با مساحت ۸۰۰ مترمربع در بوستان شهید باهنر کرمان قرار دارد.[۱۴۵]

### باشگاه صنعت مس کرمان
درحال حاضر مهم‌ترین باشگاه ورزشی کرمان باشگاه مس کرمان است. این باشگاه در رشته‌های مختلف ورزشی تیم‌های زیادی را در لیگ‌های برتر و سایر لیگ‌ها سازماندهی و حمایت می‌کند.

تیم فوتبال مس کرمان

- هم‌اکنون تیم فوتبال مس کرمان در لیگ آزادگان ایران حضور دارد. تیم فوتبال مس کرمان یکبار عنوان سومی لیگ برتر فوتبال ایران را کسب کرد و توانست به جمع ۱۶ تیم برتر لیگ قهرمانان آسیا راه یابد.[۱۴۴]
- تیم هندبال مس کرمان در لیگ برتر حضور دارد. این تیم‌ها سابقه حضور در جام باشگاه‌های آسیا را دارند. تیم هندبال صنعت مس کرمان در لیگ برتر ۹۸–۹۹ باشگاه‌های ایران به مقام قهرمانی دست یافت. تیم هندبال مس کرمان در فصل ۹۴–۹۵ لیگ برتر ایران عنوان سومی را از آن خود کرد.[۱۴۶]
- تیم بسکتبال مس کرمان در لیگ برتر بسکتبال حضور دارد.
- تیم دوچرخه سواری مس کرمان در لیگ برتر دوچرخه سواری حضور دارد.[۱۴۴]
- تیم شطرنج مس کرمان در لیگ برتر شطرنج کشور قرار دارد.[۱۴۴]
- تیم تکواندو صنعت مس کرمان در لیگ برتر تکواندو باشگاه‌های کشور حضور دارد.[۱۴۴]
- تیم جودو مس کرمان نایب قهرمان فصل ۱۴۰۰ ایران شده‌است.[۱۴۷]

### مدرسه بیس بال بشرا کرمان
این تیم توانست در زمستان سال ۱۳۹۱ به قهرمانی لیگ برتر بیس بال کشور دست یابد.

### باشگاه کوهنوردیجوپار
گروه کوهنوردی جوپار اولین گروه مدون است که پس از هیئت کوهنوردی در استان کرمان شکل گرفت.

### میزبانی‌ها
کرمان در مهر ماه سال ۹۲ میزبان مرحله انتخابی رقابت‌های فوتبال قهرمانی جوانان زیر ۱۹ سال آسیا در گروه چهارم بود. در این گروه تیم‌های ملی ایران، عربستان، تاجیکستان و لبنان حضور داشتند. میزبانی این رقابت‌ها یکی از مهم‌ترین میزبانی‌هایی بود که کرمان در طول تاریخ ورزشی خود بر عهده داشته‌است.